# 台北市
台北市（タイペイ/たいほく-し、繁体字中国語: 臺北市/台北市、英語: Taipei City）は、台湾島北部にある中華民国の直轄市・首都 。人口は約250万人（2024年8月） で市域人口としては衛星都市の新北市、中部の台中市、南部の高雄市に次ぐ国内4位だが、新北市などとあわせ台湾最大の都市圏である台北都市圏（人口700万人）を形成する。面積は約272平方キロメートルで四方を新北市に囲まれている。

## 名称
日本統治時代は「たいほく」と日本語読みしていた。現在でもNHKの放送では「たいほく」の呼称を採用している。

## 地理

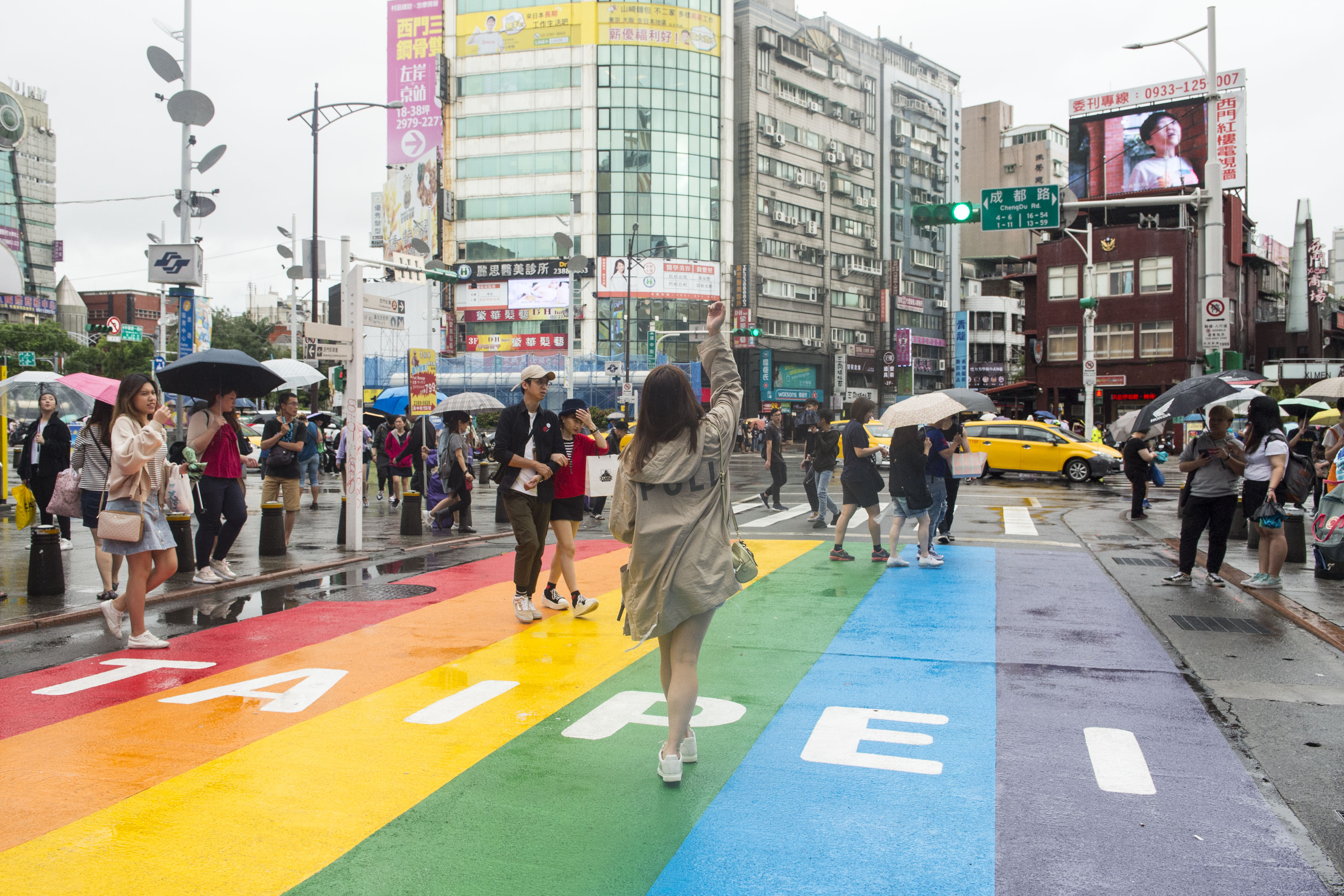
西門町

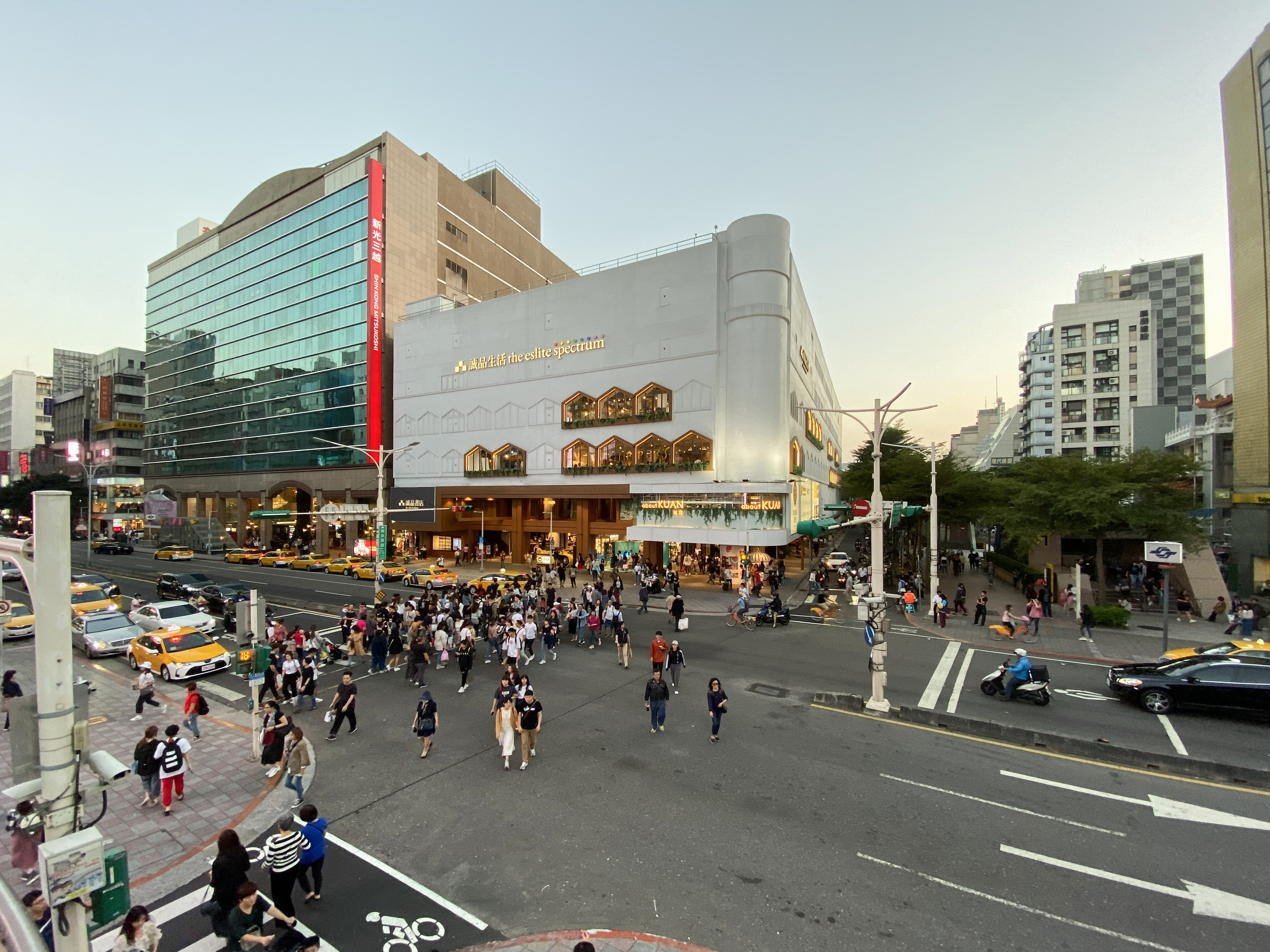
中山駅 南西商圈

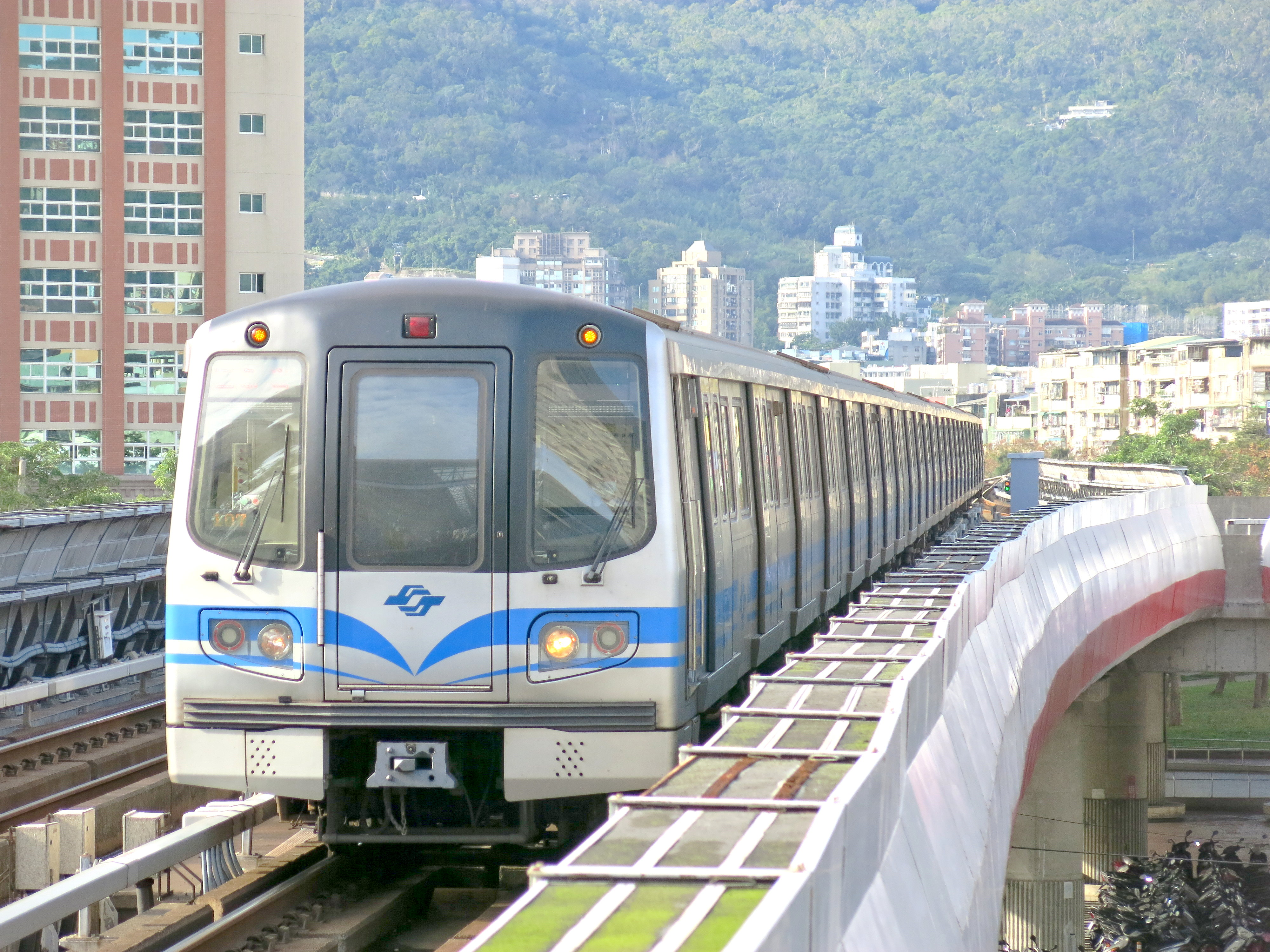
台北捷運

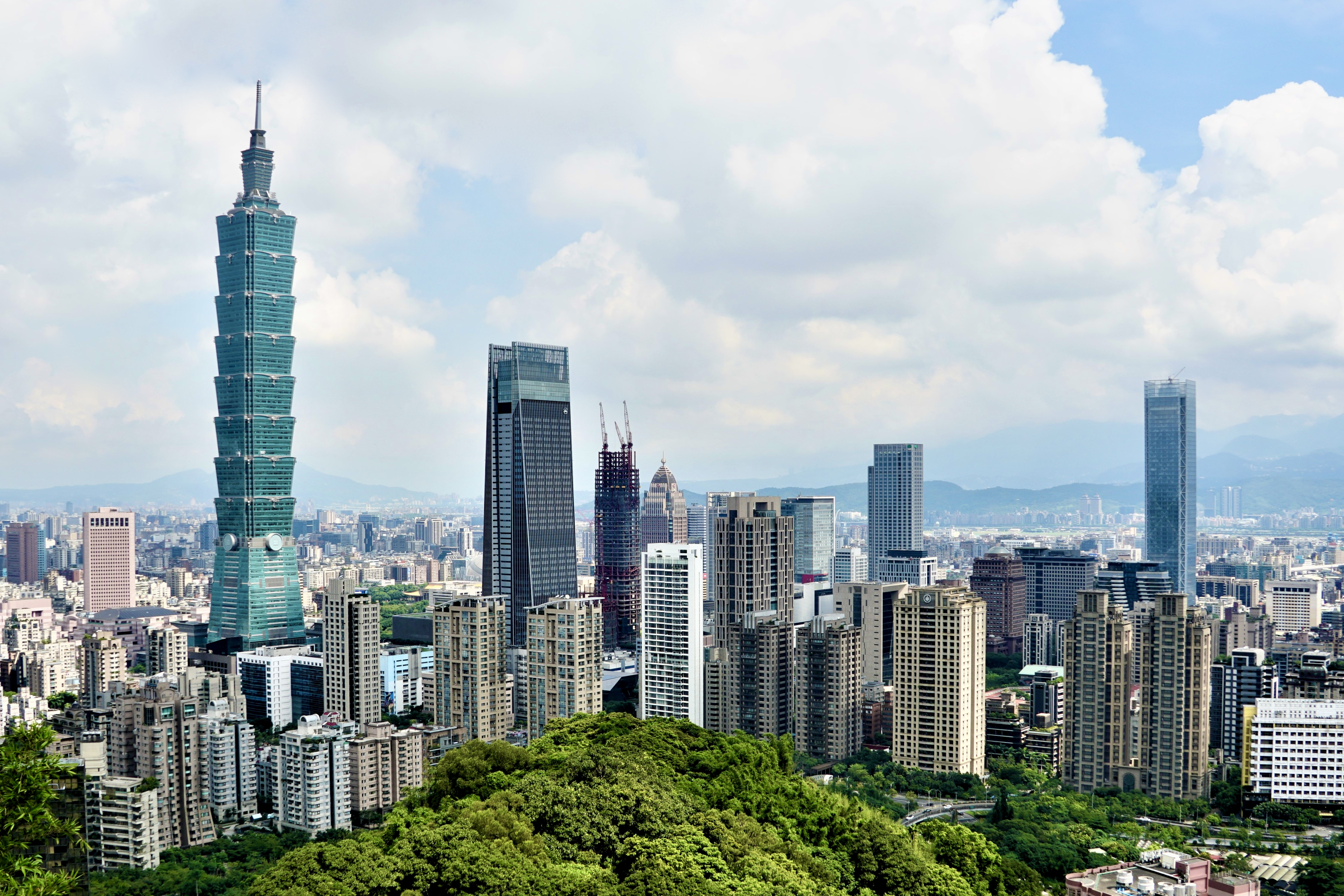
信義計画区

台北市は急速な人口増加のため、台北盆地の山際にまで都市化が進展している。北部は夜市で有名な士林、山の手高級住宅地の天母、温泉で有名な北投から、地域内には台北最古の寺・関渡宮が立地している関渡にいたる。中心部は古くから栄えた地域であり、日本時代の建築や清時代の遺構が多い。総統府、台北最古の寺の一つの龍山寺、古くからの繁華街・西門町もここにある。南部には茶の産地である木柵を擁する。

### 地形
台北市は台北盆地に位置し、大屯火山群が市北部北部に位置し、市南部の円山、大直、内湖に向かって緩やかな傾斜を生み出している。最高海抜は七星山の1,120mであり、続いて大屯山の1092mが続いている。山間部の中心は北投の外延に広がる火山地帯である。市東部の内湖、南港および南部の木柵では丘陵地帯となっており、標高約300mの南港山系（拇指山系）が広がっている。

#### 水系
台北市内は淡水河の流域に分類される。淡水河は主流以外に支流の新店渓が大同区（大龍峒、大稲埕）、万華、公館、景美などの地域を流れている。
基隆河は基隆市暖暖区や新北市汐止区、南港、松山、内湖、大直、士林、社子を経た後関渡一帯にて淡水河で合流している。河道が湾曲していることから、かつては大雨ごとに水害が発生していたが、現在は士林、内湖、南港の河道を修正する工事を行い水害被害を防ぐ治水事業が完成している。
これ以外には景美渓は景美にて新店渓より分岐し、景美、木柵を経て新北市深坑区へと流れている。双渓は士林、北投境界一帯より基隆河が分岐したものであり、磺渓はその双渓より分岐している。双渓は芝山岩、外双渓谷（故宮博物院附近）を流れ、鉱渓は石牌、天母などを流域に含んでいる。

### 気候
台北市は北緯25度付近の東アジア大陸と太平洋のあいだに位置し、シベリア高気圧と温暖湿潤な太平洋高気圧の影響を受けた亜熱帯気候が特徴である。ケッペンの気候区分では温暖湿潤気候 (Cfa) に属する。台湾では四季の変化が顕著な地域であり、一般に3～5月を春、6～8月を夏、9～11月を秋、12～翌年2月を冬としている。
| 台北市の気候                                                                  | 台北市の気候 | 台北市の気候  | 台北市の気候  | 台北市の気候  | 台北市の気候  | 台北市の気候   | 台北市の気候  | 台北市の気候   | 台北市の気候  | 台北市の気候  | 台北市の気候 | 台北市の気候 | 台北市の気候    |
| 月                                                                            | 1月          | 2月           | 3月           | 4月           | 5月           | 6月            | 7月           | 8月            | 9月           | 10月          | 11月         | 12月         | 年              |
| ----------------------------------------------------------------------------- | ------------ | ------------- | ------------- | ------------- | ------------- | -------------- | ------------- | -------------- | ------------- | ------------- | ------------ | ------------ | --------------- |
| 最高気温記録 °C （°F）                                                        | 33.8 (92.8)  | 31.8 (89.2)   | 35.0 (95)     | 36.2 (97.2)   | 38.2 (100.8)  | 38.9 (102)     | 39.7 (103.5)  | 39.3 (102.7)   | 38.6 (101.5)  | 36.8 (98.2)   | 34.3 (93.7)  | 31.5 (88.7)  | 39.7 (103.5)    |
| 平均最高気温 °C （°F）                                                        | 19.6 (67.3)  | 20.7 (69.3)   | 22.9 (73.2)   | 26.7 (80.1)   | 30.1 (86.2)   | 32.9 (91.2)    | 35.0 (95)     | 34.4 (93.9)    | 31.6 (88.9)   | 27.8 (82)     | 24.9 (76.8)  | 21.1 (70)    | 27.3 (81.1)     |
| 日平均気温 °C （°F）                                                          | 16.6 (61.9)  | 17.2 (63)     | 19.0 (66.2)   | 22.5 (72.5)   | 25.8 (78.4)   | 28.3 (82.9)    | 30.1 (86.2)   | 29.7 (85.5)    | 27.8 (82)     | 24.7 (76.5)   | 22.0 (71.6)  | 18.2 (64.8)  | 23.49 (74.29)   |
| 平均最低気温 °C （°F）                                                        | 14.4 (57.9)  | 14.7 (58.5)   | 16.2 (61.2)   | 19.4 (66.9)   | 22.8 (73)     | 25.3 (77.5)    | 26.8 (80.2)   | 26.6 (79.9)    | 25.2 (77.4)   | 22.6 (72.7)   | 19.8 (67.6)  | 16.1 (61)    | 20.8 (69.4)     |
| 最低気温記録 °C （°F）                                                        | −0.1 (31.8)  | −0.2 (31.6)   | 1.4 (34.5)    | 4.7 (40.5)    | 10.0 (50)     | 15.6 (60.1)    | 19.5 (67.1)   | 18.9 (66)      | 13.5 (56.3)   | 10.2 (50.4)   | 1.1 (34)     | 1.8 (35.2)   | −0.2 (31.6)     |
| 降水量 mm （inch）                                                            | 93.8 (3.693) | 129.4 (5.094) | 157.8 (6.213) | 151.4 (5.961) | 245.2 (9.654) | 354.6 (13.961) | 214.2 (8.433) | 336.5 (13.248) | 336.8 (13.26) | 162.6 (6.402) | 89.3 (3.516) | 96.9 (3.815) | 2,368.5 (93.25) |
| 平均降水日数 （≥0.1 mm）                                                      | 13.6         | 12.0          | 14.1          | 14.5          | 14.5          | 15.7           | 11.8          | 14.6           | 13.8          | 12.8          | 12.5         | 13.1         | 163             |
| % 湿度                                                                        | 77.2         | 77.8          | 76.1          | 74.9          | 74.7          | 75.3           | 70.2          | 72.1           | 73.9          | 74.4          | 75.0         | 75.9         | 74.8            |
| 平均月間日照時間                                                              | 76.1         | 79.3          | 95.1          | 96.9          | 113.6         | 114.8          | 176.9         | 182.8          | 151.7         | 114.7         | 93.3         | 78.6         | 1,373.8         |
| 出典：中華民国交通部中央氣象局 (平均値：1991年 – 2020年、極値：1896年 – 現在) |              |               |               |               |               |                |               |                |               |               |              |              |                 |

### 行政区分

#### 変遷
- 台北に府が初めて設置されたのは1875年であり、当時の台北盆地は台北府淡水県に属していた。

初代台北市章（1920年 - 1981年）

- 1920年 - 日本統治時代の行政区域改革が実施され、艋舺・大稲埕・城内の3市街を基礎に、台北庁直轄の艋舺区・大稲埕区・大龍峒区・古亭村荘区が合併し、台北州台北市が設置される。
- 1938年 - 台北州七星郡松山庄を編入。
- 1945年 - 中華民国国民政府による台湾光復後、台北市は台湾省行政長官公署の管轄下の省轄市（現在の市）となる。
- 1946年 (10区)
  - 文武町・書院町・乃木町・栄町・大和町・京町・本町・表町・明石町・北門町・樺山町・幸町・東門町・旭町・末広町・寿町・築地町・浜町の区域をもって、城中区を設置。
  - 大橋町1丁目・永楽町・太平町1~6丁目・日新町・泉町・港町の区域をもって、延平区を設置。
  - 建成町・上奎府町・下奎府町の区域をもって、建成区を設置。
  - 大龍峒町・蓬莱町・太平町7~9丁目・大橋町2~4丁目・河合町の区域をもって、大同区を設置。
  - 大正町・三橋町・御成町・宮前町・円山町・大宮町、大字大直・西新庄子・中庄子・下埤頭・朱厝崙・上埤頭の区域をもって、中山区を設置。
  - 錦町・福住町・昭和町、大字大安・下内埔・六張犁の区域をもって、大安区を設置。
  - 新栄町・千歳町・児玉町・佐久間町・南門町・龍口町・馬場町・川端町・古亭町・水道町・富田町の区域をもって、古亭区を設置。
  - 八甲町・老松町・若竹町・新起町・西門町・元園町・入船町・有明町・龍山寺町・新富町の区域をもって、龍山区を設置。
  - 東園町・西園町・堀江町・緑町・柳町の区域をもって、双園区を設置。
  - 大字松山・頂東勢・下塔悠・上塔悠・旧里族・中坡・五分埔・三張犁・興雅・中崙の区域をもって、松山区を設置。

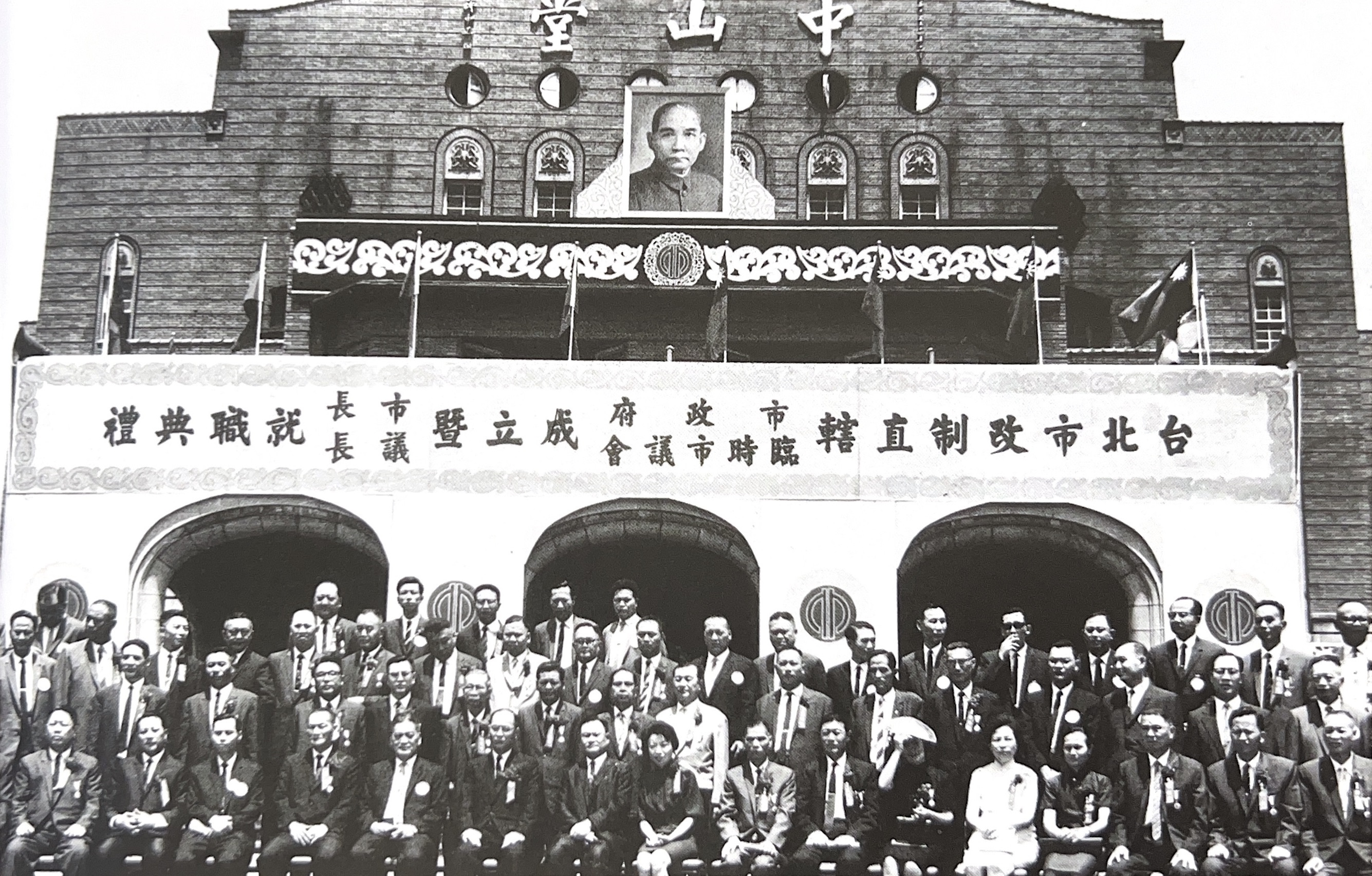
院轄市への昇格を記念する式典（1967年）

- 1967年7月1日 - 省轄市から直轄市へ昇格。(10区)
- 1968年7月1日 - 台北県景美鎮・南港鎮・木柵郷・内湖郷、台北県陽明山管理局士林鎮・北投鎮を編入。(16区)
  - 景美区・南港区・木柵区（中国語版）・内湖区・士林区・北投区が発足。
- 1990年3月12日 - 台北市の行政区域調整が実施され、16区を12区に統合。(12区)
  - 龍山区・双園区および城中区・古亭区の各一部が合併し、万華区が発足。
  - 城中区の残部・古亭区の一部が合併し、中正区が発足。
  - 景美区・木柵区が合併し、文山区が発足。
  - 建成区・延平区が大同区に編入。
  - 松山区の一部が分立し、信義区となる。
  - 古亭区の残部が大安区に編入。

#### 日本時代台北市の町名一覧
- 明石町
- 老松町
- 児玉町
- 下奎府町
- 西門町
- 富田町
- 福住町
- 港町

- 旭町
- 大橋町
- 古亭町
- 書院町
- 大正町
- 南門町
- 文武町
- 三橋町

- 有明町
- 表町
- 若竹町
- 寿町
- 太平町
- 錦町
- 蓬莱町
- 宮前町

- 泉町
- 大宮町
- 京町
- 新起町
- 大龍峒町
- 日新町
- 北門町
- 元園町

- 入船町
- 樺山町
- 西園町
- 新栄町
- 千歳町
- 乃木町
- 堀江町
- 柳町

- 円山町
- 河合町
- 栄町
- 新富町
- 築地町
- 八甲町
- 本町
- 大和町

- 上奎府町
- 川端町
- 佐久間町
- 水道町
- 東園町
- 馬場町
- 御成町
- 龍口町

- 永楽町
- 建成町
- 幸町
- 末広町
- 東門町
- 浜町
- 緑町
- 龍山寺町

## 歴史

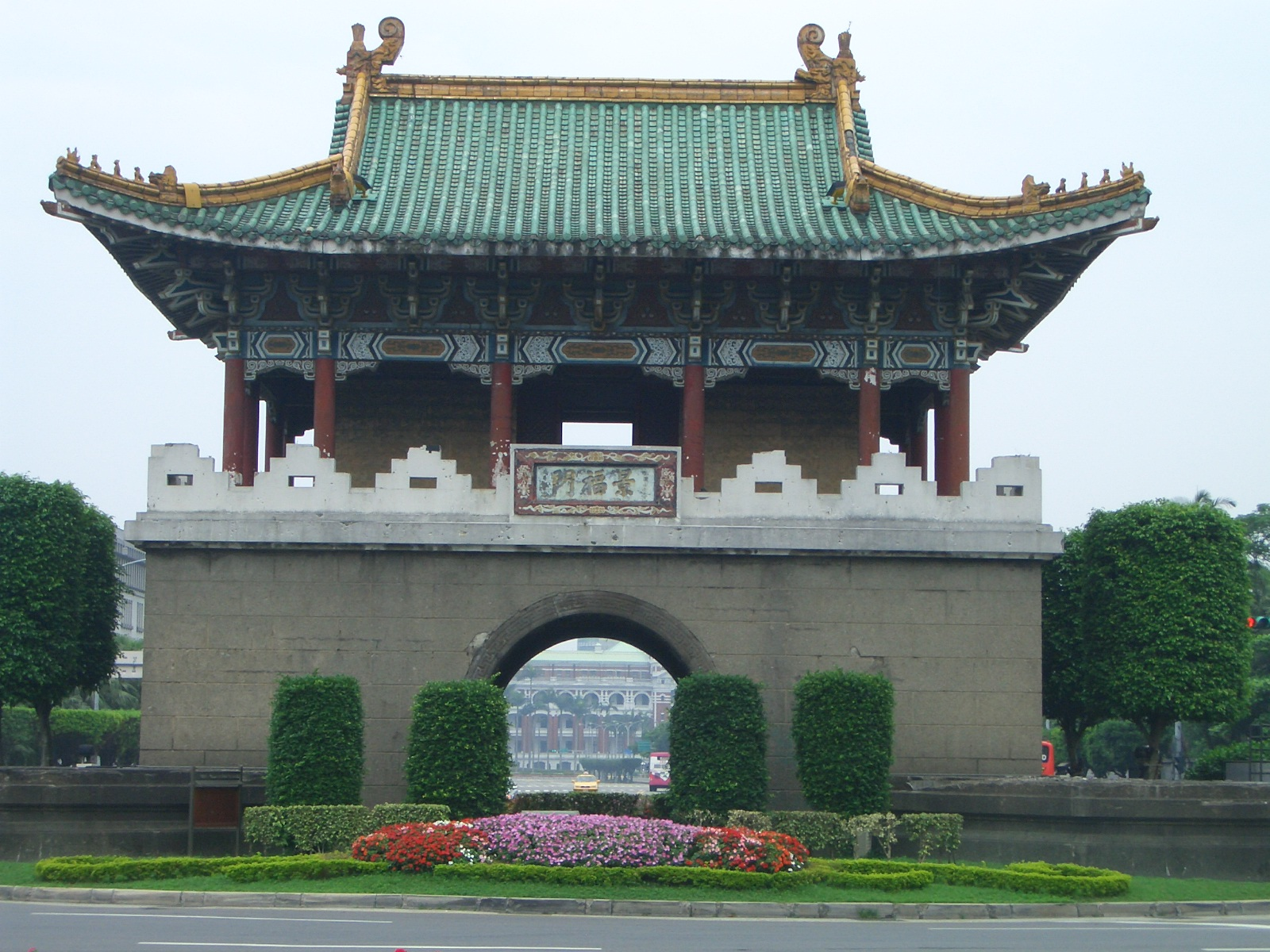
景福門

### 先史時代
台北はもともと平埔族と呼ばれる原住民（ケタガラン族）の住む土地であったが、明代の初め頃より漢民族が居住するようになった。大航海時代になると、オランダの統治が及んでいなかった台北市郊外にある淡水にスペインが要塞を作り、一時期スペインの活動拠点の一つとなった。1662年、鄭成功はオランダ勢力を台湾より駆逐し、台湾北部に進出したが、基隆や淡水を拠点としたに過ぎなかった。

### 清朝統治時代

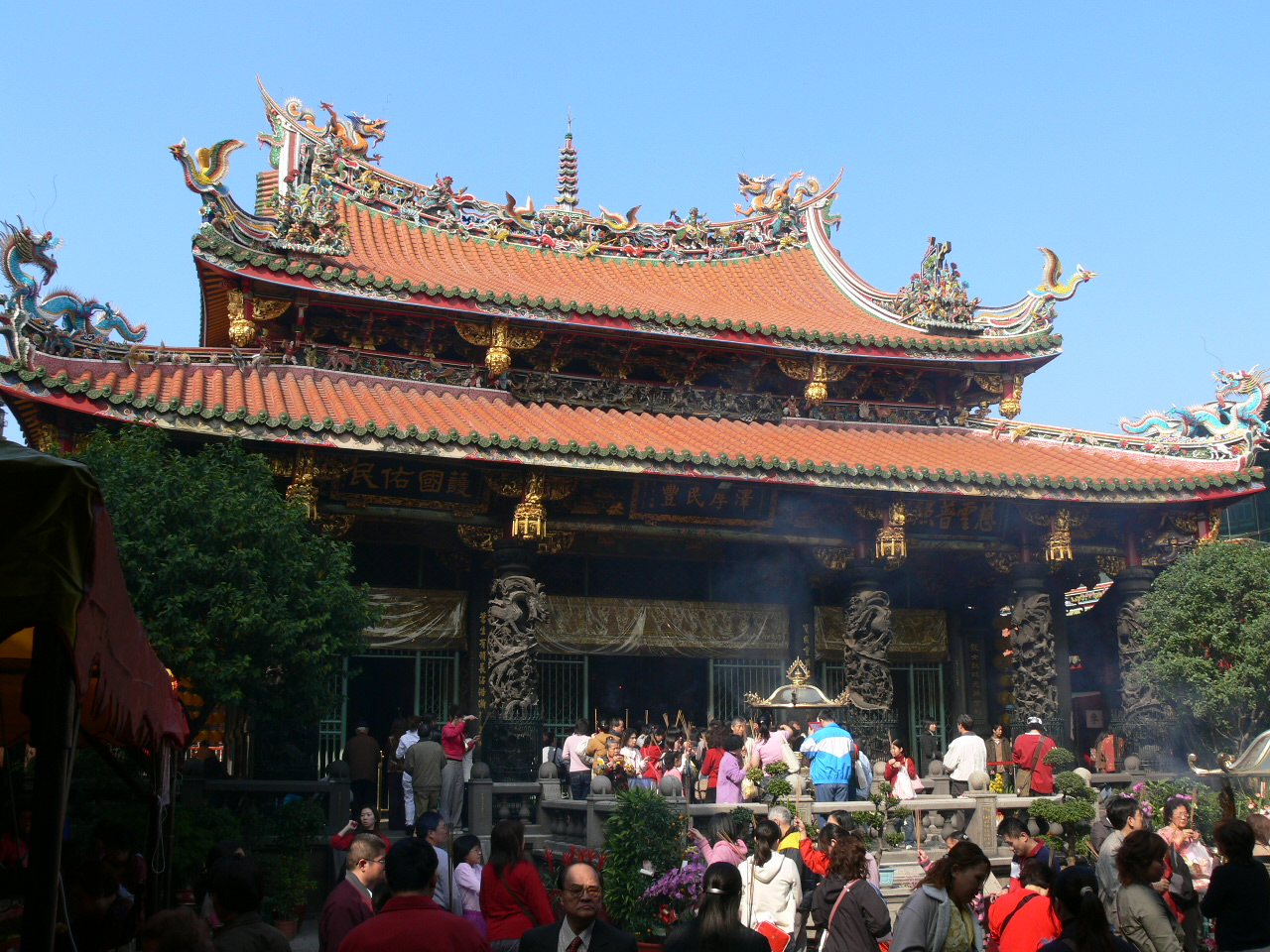
龍山寺

1683年に清による台湾統治が開始されても、清政府は「化外の地」として台湾島への渡航自体を制限し、当初は台北が開発されることはなかった。やがてうやむやのうちに制限は解除され、漢民族の移住は活発化し、台北は「一府二鹿三艋舺」と三大都市の一つに数えられるほど栄えるようになった。「府」とは清朝統治の中心であった台南、「鹿」とは台湾中部の鹿港、艋舺とは台北（厳密には現在の万華地区周辺の古称）のことである。字が示すように、元々台北は水運から発達した。
台南と比べると都市形成の点で後進的であった台北であるが清末には都市化が進行し、1875年には清政府による台北府の設置と台北城の建設が始まった。1882年に方形の城壁が張り巡らされ、1885年には福建台湾省が設置されて台北はその省都となるなど台北は中国的近代都市として成長を遂げた。巡撫として派遣された劉銘伝は電灯、電報、鉄道などのインフラを整備し、また都市整備のため大陸の商人資本を集めて興市公司を設立するなどの政策を次々と遂行し、ここに「清国人の都市としての」台北は着々と発展していった。現在台北市の行政区を囲むように点在する四つの城門は、当時を偲ばせるものであるが、福建様式の一つを除いた残りの門は国民政府以降に作られたため北京様式である。
しかしながら、日清戦争敗北によって清国が台湾割譲を余儀なくされるとこうした流れは一転し、台北は日本的近代都市として新たな成長期を迎えることとなった。

### 日本統治時代

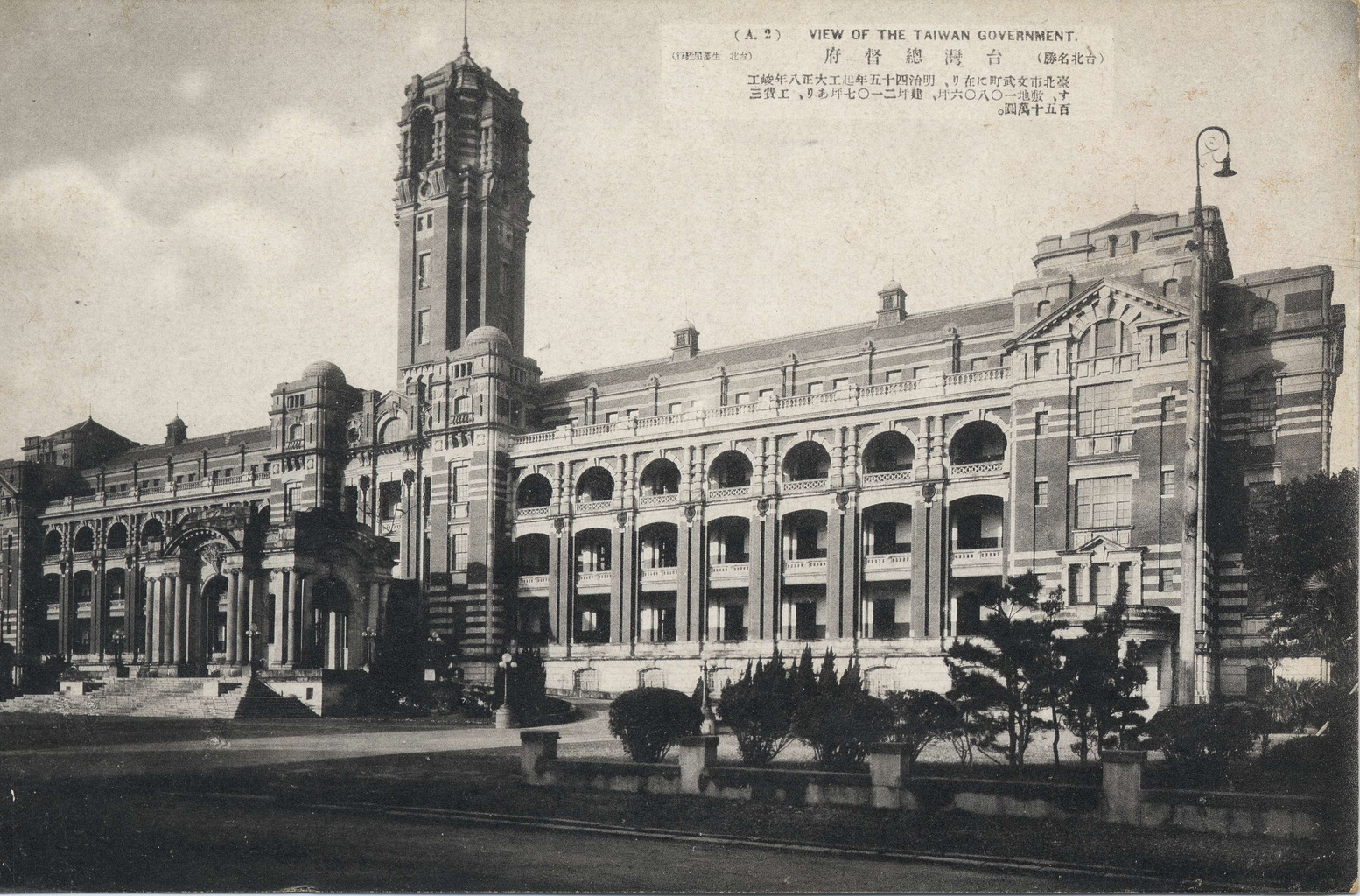
台湾総督府庁舎（現：総統府）

1895年に日本による統治が始まると、日本は独立派の勢力が強く、日本からも遠い台南を嫌って台北に台湾総督府を設置、台北の本格的発展はこの時点から始まった。初代民政長官に就任した後藤新平は、清朝が築いた市街の城壁を撤去、街路を建設し、また上下水道を整備するなど近代都市建設を進めた。1901年に台風被害があり、在来建造物が壊滅的被害を受けると、それを機に中国式建築が一掃されて代わりにレンガ造り・石造りの官庁・学校・銀行・会社などが林立し、市街の光景を一変させた。その後も市域の拡大や周辺農地の治水・開墾が進められ、日本本土からの移住者も多数にのぼった。さらに経済的にも軽工業や農産物の生産などにより次第に影響力を強めた。このような中、市民生活も豊かになり西門町では数多くの映画館が立ち並び、また台北郊外の北投温泉は、日本有数の温泉地として整備され台湾の内外から多くの湯治客・観光客を集め、1923年には皇太子裕仁親王（のちの昭和天皇）も行啓した（天皇が来訪した温泉場も現存する）。このように日本統治下において台北は台湾の政治・経済・観光・軍事の中心地として栄えた。
太平洋戦争（大東亜戦争）が始まると、台湾は南進基地として利用され、台北には内地からの軍隊が往来するようになった。それを狙って米軍による空爆も開始され、市民は疎開を余儀なくされた。

### 中華民国時代

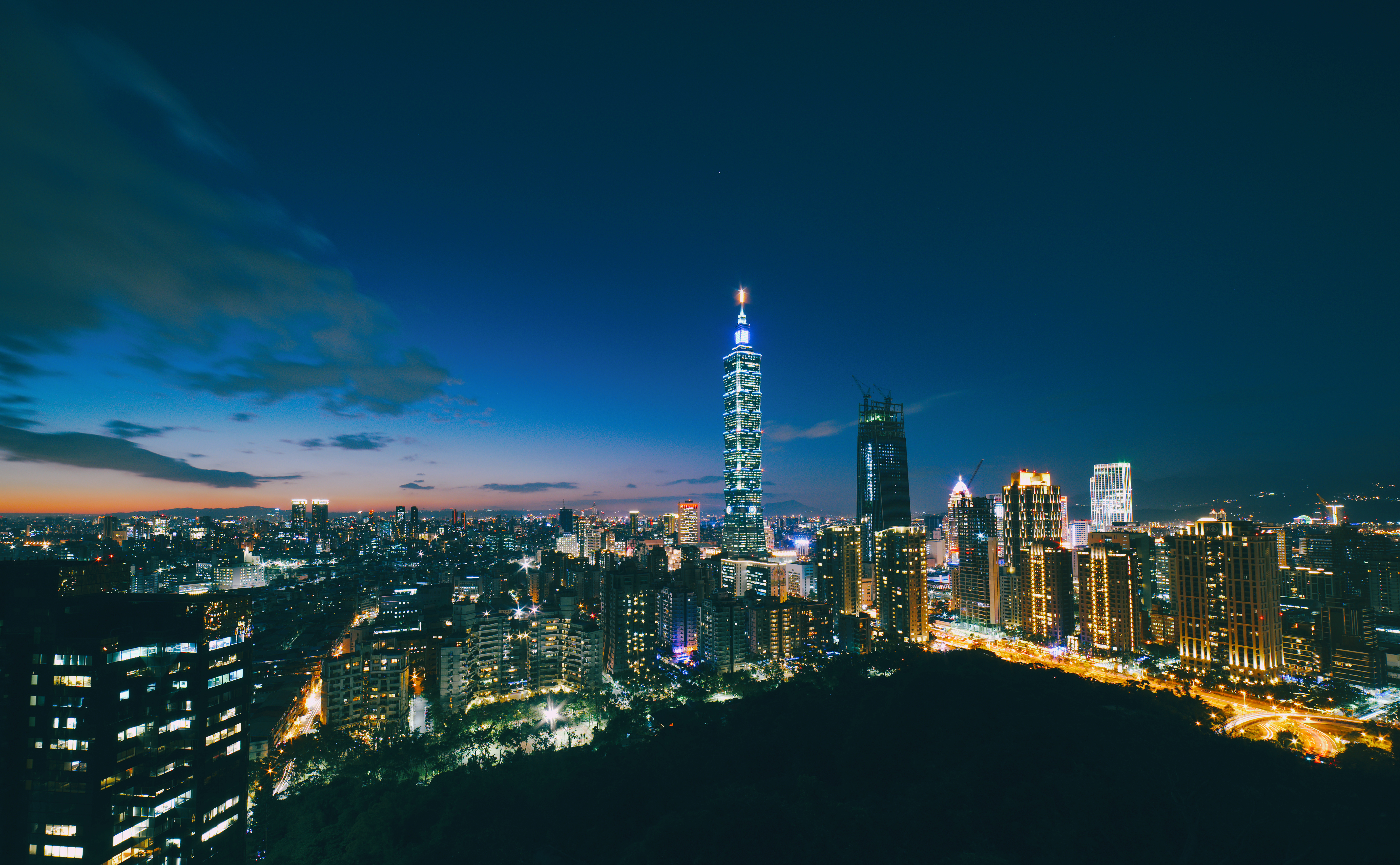
2017年台北市の夜景。

日本の降伏後、蔣介石率いる中華民国国民政府が台湾を接収（台湾光復）し、国民革命軍（中国国民党軍）が駐留するようになった。大戦後、日本人が引き上げる代わりに国民党が兵士やその家族を引き連れて居留したため、台北の人口は一気に跳ね上がった。国民党は中華文化を称揚する政策をとり、台北の日本建築は中華式のものに立て替えられたり、中正紀念堂や国立故宮博物院、円山大飯店などの中華様式のモニュメント的建築が建てられた。栄町・旭町、勅使街道などの日本式の名前を持っていた町や通りも、中山路・民族路などの中華式のものに改められた。
その後、中華民国国軍が国共内戦で人民解放軍（中国共産党軍）に敗れ、中華民国が中国大陸を失うと、大陸にある南京市の代替地として台北に戦時首都（臨時首都）が置かれた（時期は不明だが、後に臨時という扱いではなくなる）。
国民党は開発独裁を敷き、軍事や経済発展を優先したため、台湾経済は飛躍的に発展し、中心地である台北も人口増が相次いだ。だが、民生は後回しにされていたため、台北の交通渋滞や公害問題は悪化していった。それを解決するために台北駅の地下化、地下鉄建設、排気規制などが計画されたが、ほとんど実行されなかった。
これらの政策が実行に移されるようになったのは、民主化の進んだ1990年代前後からであり、台北の都市環境は飛躍的に整備されるようになった。

### 現在
IT経済化、さらにバイオなどの知識集約経済化を進める台湾では、台北を中心とした地域の重要性がさらに高まっている。しかし、台北市内には余剰空間が不足しているため都市の発展は周辺部に波及し、台北都市圏を形成している。特に台北から新北市板橋区、台湾桃園国際空港へ至る回廊は人口が密集し、移動人数に対処するため台北捷運各線や桃園機場捷運が運行しているほか、追加の路線も建設または計画されている。2024年までの台北大都市圏（台北市、新北市、基隆市）の人口は700万人を越え、香港と同規模の都市圏を形成している。日本の民間研究所が2024年に発表した「世界の都市総合力ランキング」では、世界30位と評価された。
また、台北市南部には台湾に出稼ぎにきたフィリピン・ミャンマー人らが密集して居住する地域が存在している。これらの地域は従来交通不便地であったが、交通インフラの整備により急速にベッドタウン化が進んでいる。
2006年には高雄市との間の高速鉄道の完成に伴い、それまで工業都市として発展していた高雄地区が工場の海外移転及び脱工業化にともない産業が空洞化したことで、高雄都市圏の人口を吸収する可能性も指摘されている。2009年には台北デフリンピックも開催され、台湾で初の国際総合スポーツ大会となった。

## 政治

### 市長
歴代市長

#### 日本時代

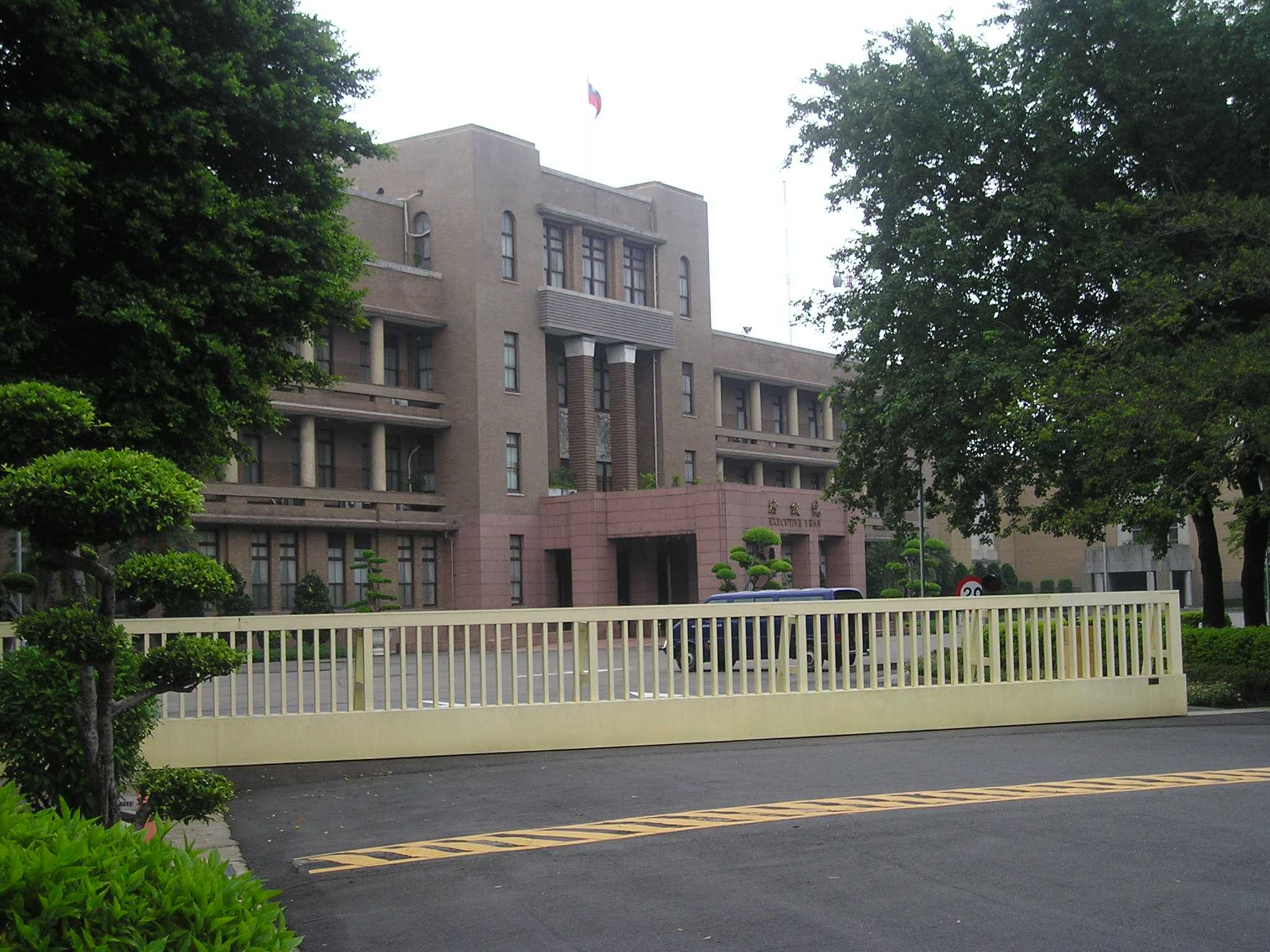
台北市役所（現行政院）

- 台北市尹（1920年）
  - 武藤針五郎
  - 太田吾一
  - 田端幸三郎
  - 増田秀吉
  - 内海忠司
  - 西沢義徴
  - 松岡一衛
  - 石井龍猪
  - 木原円次
- 台北市長（1940年）
  - 木原円次
  - 藤村寛太
  - 広谷致員
  - 土居美水（中国語版）

#### 中華民国時代
- 官選省轄市長

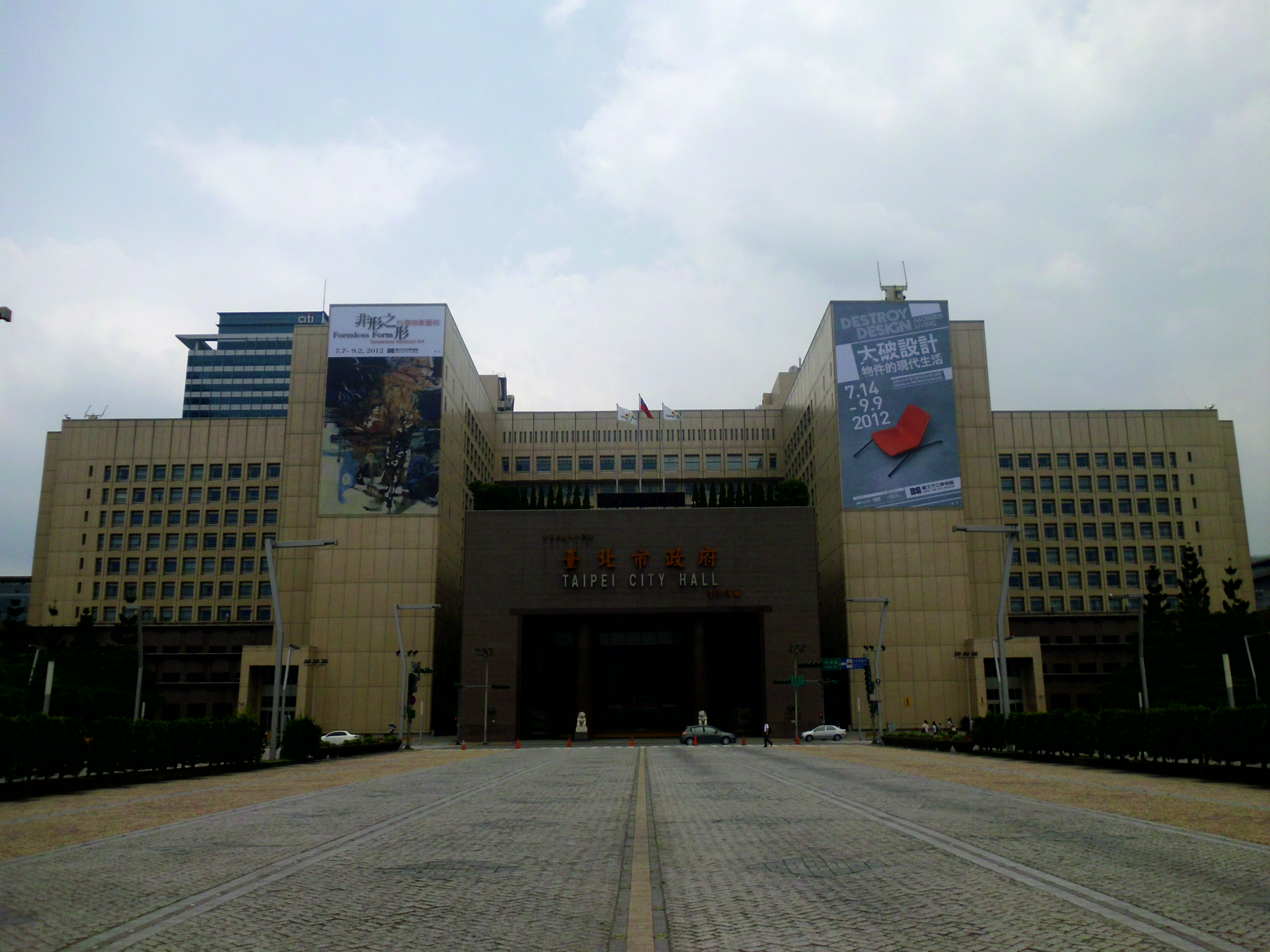
台北市庁（台北市政府）

  - 黄朝琴 1945年11月-1946年2月28日
  - 游彌堅 1946年3月1日-1950年2月5日
  - 呉三連 1950年2月6日-1950年11月
  - 項昌権 1950年11月-1951年1月31日（代理市長）
- 民選省轄市長
  - 呉三連 1951-1954
  - 高玉樹 1954-1957
  - 黄啓瑞 1957-1964
  - 周百錬 1961-1963（代理市長）
- 官選直轄市長
  - 高玉樹 1964-1972（1967年から台北直轄市長に升格）
  - 張豊緒 1972-1976
  - 林洋港 1976-1978（後に司法院長）
  - 李登輝 1978-1981（後に総統、中国国民党主席）
  - 邵恩新 1981-1982
  - 楊金欉 1982-1985
  - 許水徳 1985-1988
  - 呉伯雄 1988-1990（後に中国国民党主席）
  - 黄大洲 1990-1994
- 民選直轄市長
  - 陳水扁 1994-1998（後に総統、民主進歩党主席）
  - 馬英九 1998-2006（後に総統、中国国民党主席）
  - 郝龍斌 2006-2014
  - 柯文哲 2014-2022
  - 蔣万安 2022-現職

## 対外関係

### 姉妹都市・提携都市
アジア・大洋州
- ／横浜市（日本）[8]
- ／浜松市（日本）[9]
- ／松山市（日本）
- ／ソウル特別市（大韓民国）
- ／大邱広域市（大韓民国）
- ／マニラ（フィリピン）
- ／ケソン（フィリピン）
- ／ホーチミン（ベトナム）
- ／ゴールドコースト（オーストラリア連邦 クイーンズランド州）
- ／スバ（フィジー）
- ／ウラン・ウデ（ロシア ブリヤート共和国）
- ／ウランバートル（モンゴル）
- ／マジュロ（マーシャル諸島）

北米
- ヒューストン（アメリカ合衆国 テキサス州）
- ダラス（アメリカ合衆国 テキサス州）
- マーシャル（アメリカ合衆国 テキサス州）
- クリーブランド（アメリカ合衆国 オハイオ州）
- アトランタ（アメリカ合衆国 ジョージア州）
- インディアナポリス（アメリカ合衆国 インディアナ州）
- オクラホマシティ（アメリカ合衆国 オクラホマ州）
- ボストン（アメリカ合衆国 マサチューセッツ州）
- フェニックス（アメリカ合衆国 アリゾナ州）
- サンフランシスコ（アメリカ合衆国 カリフォルニア州）
- ロサンゼルス（アメリカ合衆国 カリフォルニア州）
- グアム（アメリカ合衆国準州）

中南米
- ／サントドミンゴ（ドミニカ共和国）
- ／テグシガルパ（ホンジュラス）
- ／サンホセ（コスタリカ）
- ／アスンシオン（パラグアイ）
- ／パナマシティ（パナマ）
- ／マナグア（ニカラグア）
- ／サンサルバドル（エルサルバドル）
- ／サン・ニコラス・デ・ロス・ガルサ（メキシコ ヌエボ・レオン州）
- ／ラパス（ボリビア）
- ／グアテマラシティ（グアテマラ）

欧州
- ／ヴェルサイユ（フランス）
- ／ワルシャワ（ポーランド）
- ／プラハ（チェコ）
- ／ヴィリニュス（リトアニア）
- ／リガ（ラトビア）

中東・アフリカ
- ／ジッダ（サウジアラビア）
- ／ロメ（トーゴ）
- ／コトヌー（ベナン）
- ／ヨハネスブルグ（南アフリカ ハウテン州）
- ／プレトリア（南アフリカ ハウテン州）
- ／リロングウェ（マラウイ）
- ／ダカール（セネガル）
- ／バンジュール（ガンビア）
- ／ビサウ（ギニアビサウ）
- ／ムババーネ（エスワティニ）
- ／モンロビア（リベリア）
- ／ワガドゥグー（ブルキナファソ）

## 経済

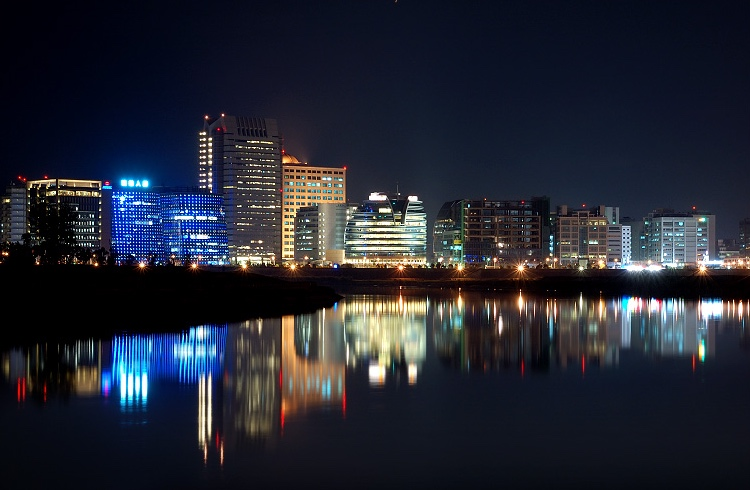
内湖科学技術園区

台北市は台湾経済の中で金融、メディア、通信の中心地としての地位を占めている。英国のシンクタンクによる「世界金融センター・インデックス」では、2024年に世界121都市のうち第73位と評価されている。産業方面では経済の急速な発展により市民の所得が増大し、高い消費能力とそれに付随する産業の発展が特徴であり、サービス業などの第三次産業が台北経済の9割を占めるようになっている。その中には卸売り、小売、貿易、飲食、金融サービス、物流サービス、通信事業、インターネット関連、そしてSOHOを含んでおり、特に小売業では人口当たりのコンビニの店舗数が世界一となっている。また台北市のテクノロジー関連でも整備が進み情報ハイウェイ（資訊高速公路、Information Infrastructure）を目指す台湾のコンピューター通信網は世界でも先端の設備率を有している。

### 建築

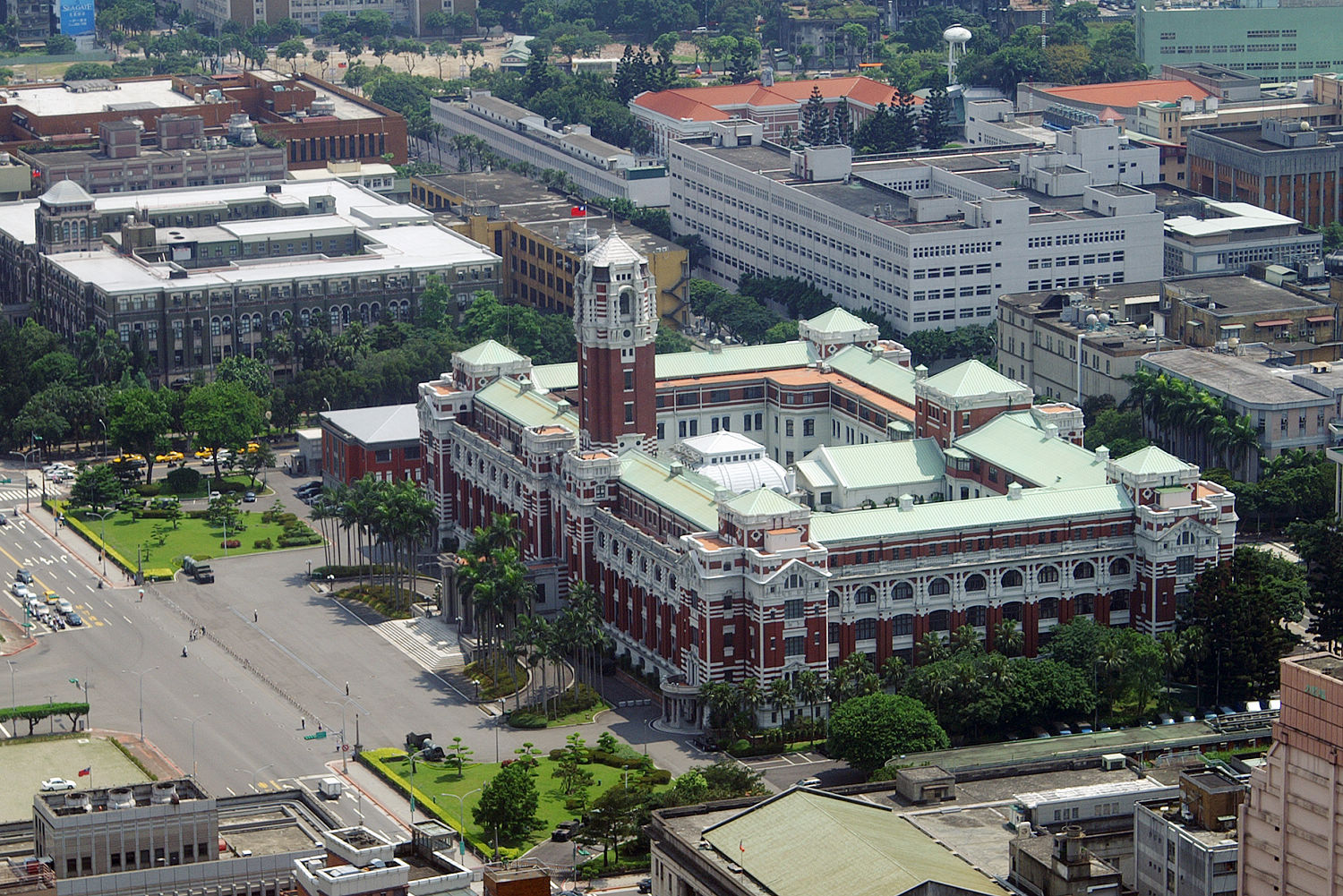
博愛特区

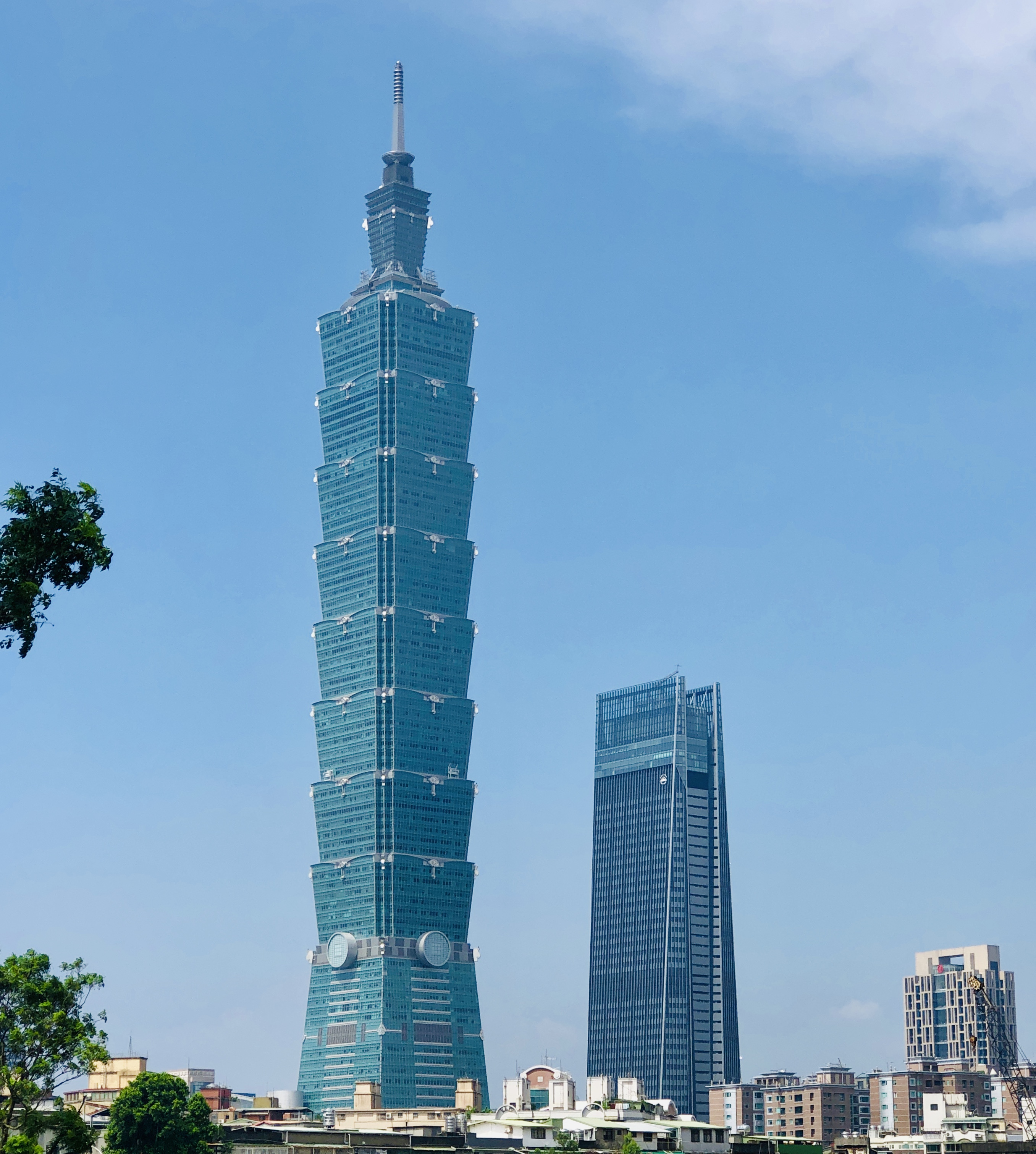
台北で最も高い超高層建築である台北101

台北には1900年代より多くの日本統治時代の建築が残されている。その中でも特に、台北の中心地にあり、台湾の政治・経済の中枢を担う中央官衙（中正区ないし博愛特区）は、総統府（旧台湾総督府）、台北賓館（旧台湾総督官邸）、司法院（旧総督府高等法院）、監察院（旧台北州庁）、台湾銀行 などが立ち並びコロニアル調の風情を感じさせる建築群として知られており、台北のシンボルにもなっている。
他にも多くの日本統治時代の建築が点在している。1920年代の日本人の住宅地である「昭和町」（現・青田街）の日本家屋も残っている。都市化が進むなか貴重な文化資産として、残存するおよそ60棟のうち10棟ほどが文芸施設やレストランとして改築され保存されている。市内郊外の北投温泉街も日本統治時代の建築群の一例である。士林夜市の近くには台北市内で現存する唯一の神社である円山水神社も残っている。
一方、台北市の東部にある信義区の副都心は、高層ビルや商業施設が立ち並び、急速に発展を遂げる地区である。台北市政府が移転し、2004年完成の台北101を中心とする新しい高層ビル群が立ち並び、国際都市としてインフラ整備が実施されている。台北101は、2004年に当時世界第1位の高さとなる超高層ビル（地上492m、階数101階）として完成し、地上449mの高さにある91階には屋外展望台がある。
中国との関係改善が進むに連れて、中国からの投資資金が流入し、住宅価格が高騰している。一般人の年収の約15倍に達しており、住民の年収比での住宅価格は世界一との指摘もある。2013年の住宅価格は、2003年の倍にのぼる。

### 労働市場
2006年3月現在、15歲以上の民間人口は約213万、実質労働人口は118万6千である。就業者数は114万、失業者数は4万7千であり、失業率は3.9%である。また外国人労働者はいわゆるホワイトカラーが約2万9千人、ブルーカラーが4万3千人就業している。

## 教育

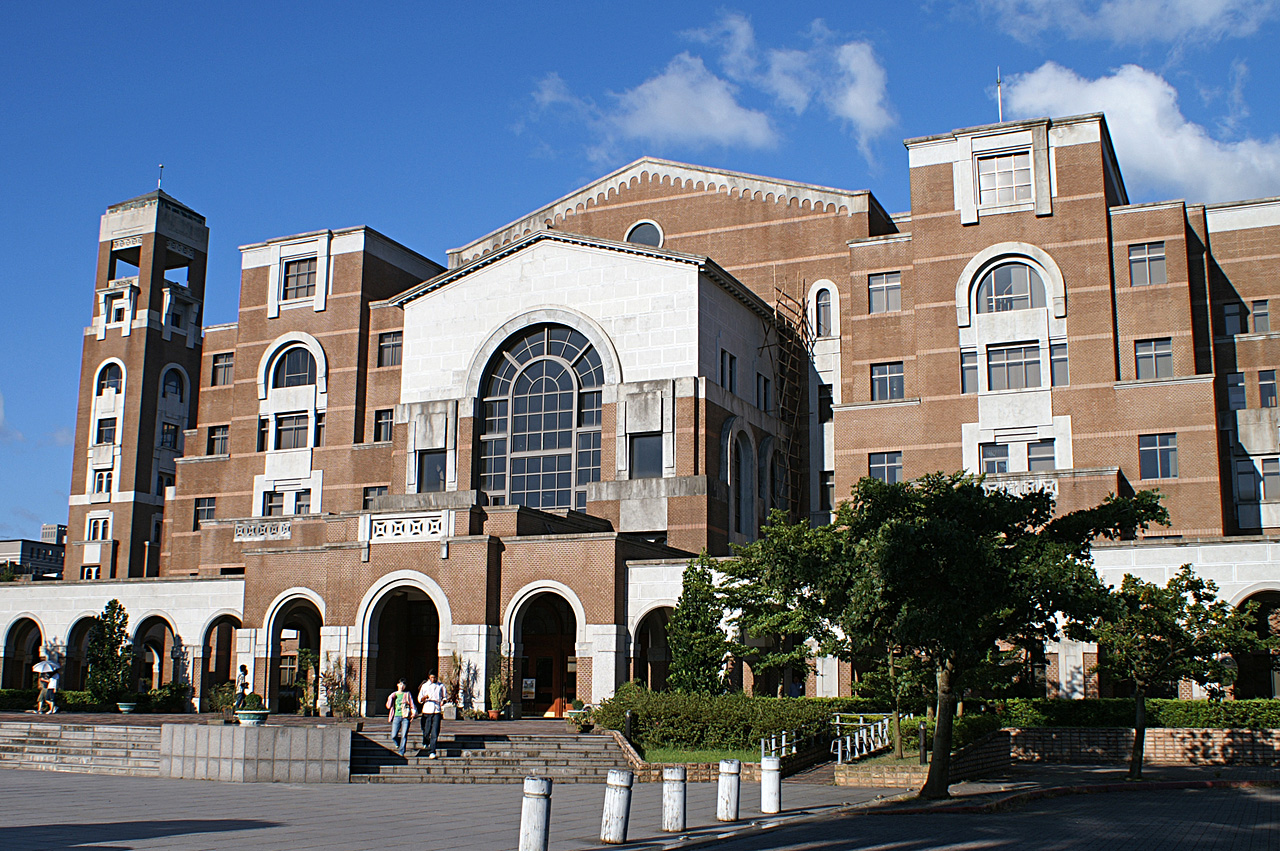
台湾大学

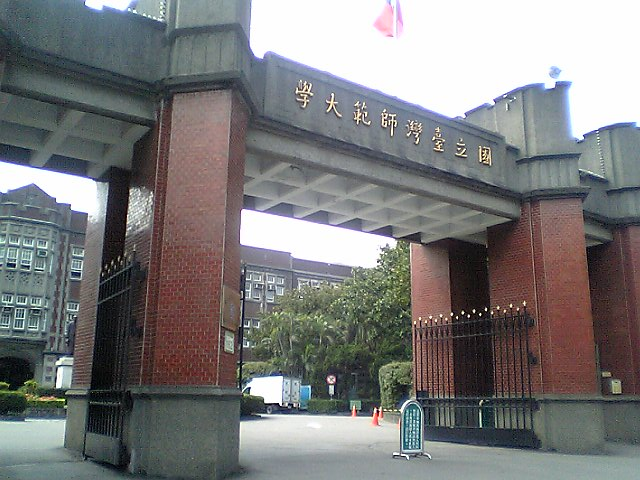
台湾師範大学

台北市に本部を置く大学

### 国立・市立大学
- 国立台湾大学
- 国立政治大学
- 国立台湾師範大学
- 国立陽明大学
- 国立台北大学
- 国立台北教育大学
- 国立台北芸術大学
- 台北市立大学

### 私立大学
- 台北医学大学
- 淡江大学
- 東呉大学
- 中国文化大学
- 世新大学
- 大同大学
- 銘伝大学
- 実践大学

### 科技大学/技術学院
- 国立台湾科技大学
- 国立台北科技大学
- 国立台北商業大学
- 中国科技大学
- 徳明技術学院
- 中華技術学院
- 台北海洋技術学院
- 康寧医護曁管理専科学校

### 軍事、警察関係大学
- 国防医学院
- 台湾警察専科学院

### その他学校
各区の教育欄を参照の事
- 台北日本人学校
- 台北米国学校（中国語版）
- 台北欧州学校（中国語版）

## 交通

### 空港

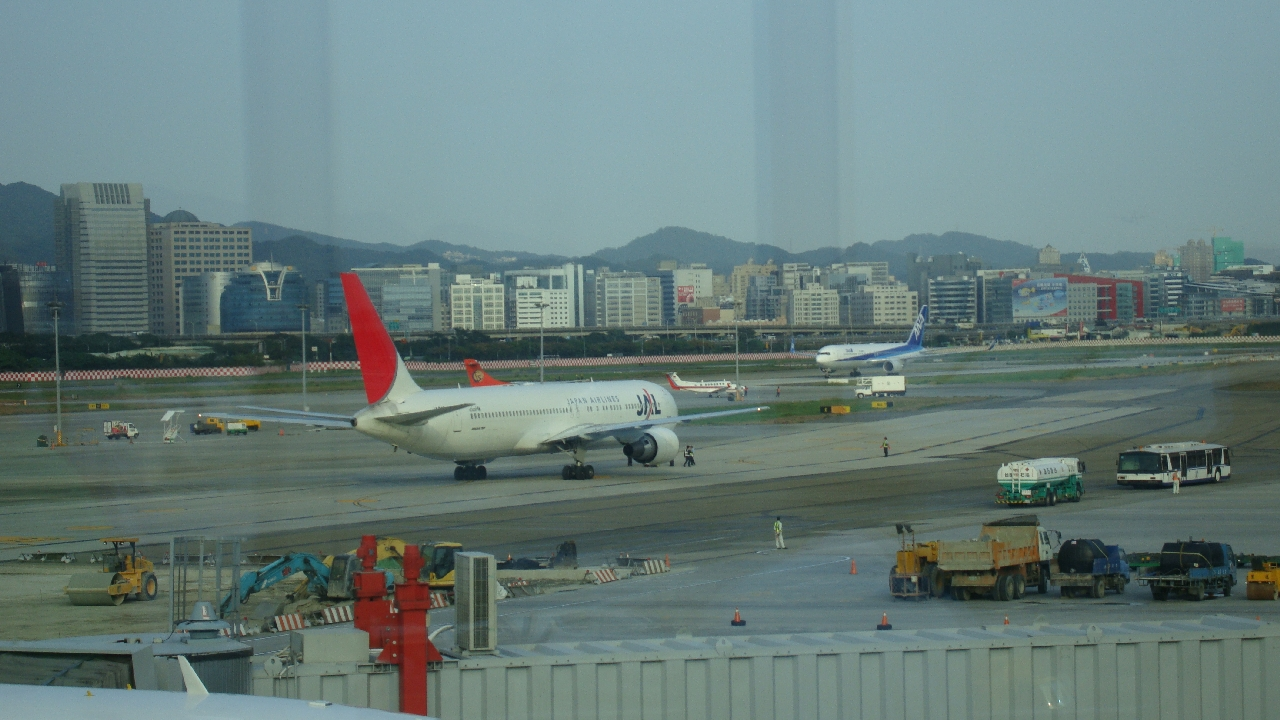
松山空港

台北市内の都心部に近い松山区に台北松山空港（松山機場）がある。1979年の中正国際空港（現桃園国際空港）開港以降は、中華民国の国内線専用空港として運用されてきたが、2010年に再国際化し、日本の羽田空港との間に定期便が就航した。都心部との距離が近いため、都心部との交通手段として台北捷運内湖線がターミナル直下に乗り入れるほか、路線バスやタクシーなどの連絡手段も利用される。また、近郊の基隆市、桃園市桃園区、中壢区への高速バスや、桃園国際空港へのリムジンバスも運行されている。
台北松山空港発着以外の多くの国際線は桃園市大園区にある桃園国際空港が最寄りとなる。台北市との連絡手段は、高速道路1号経由のリムジンバスとタクシーに限られていたが、2017年に空港と台北市内を連絡する桃園捷運機場線が開業し、台北駅から35分のアクセスとなり、連絡状況が向上した。

### 鉄道

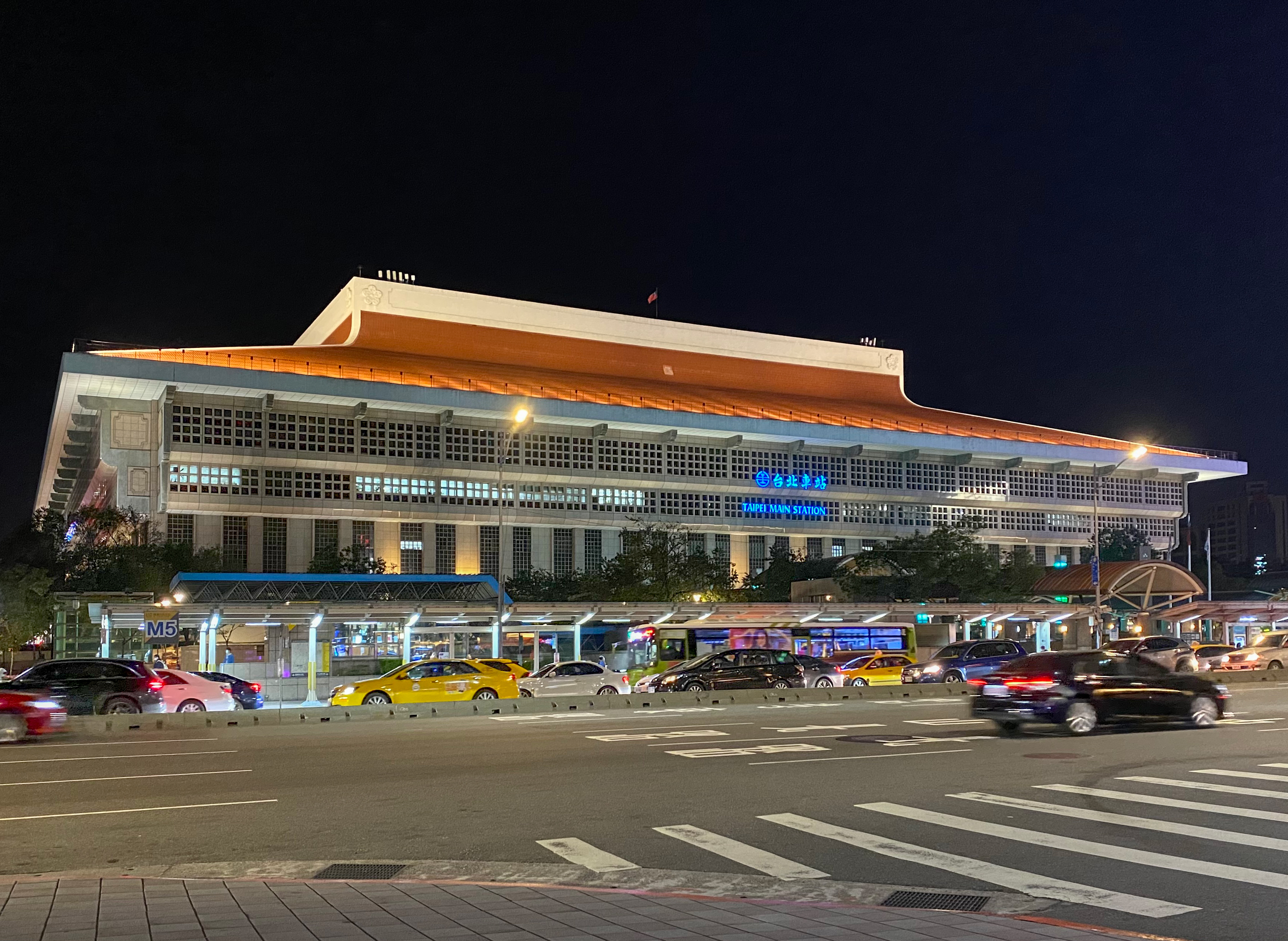
台北駅、台湾鉄路管理局の本部が設置されている

台北は台湾の鉄道の発祥の地であり、清代には全台鉄路商務総局鉄道が大稲埕から基隆および新竹間での運行がされていた。日本統治時代には万華・板橋を経由する現在の縦貫線ルートに変更した。また、台北市内に市電を建設する計画もあったが、財政難のため計画のみで中止されている。

#### 台湾高速鉄道

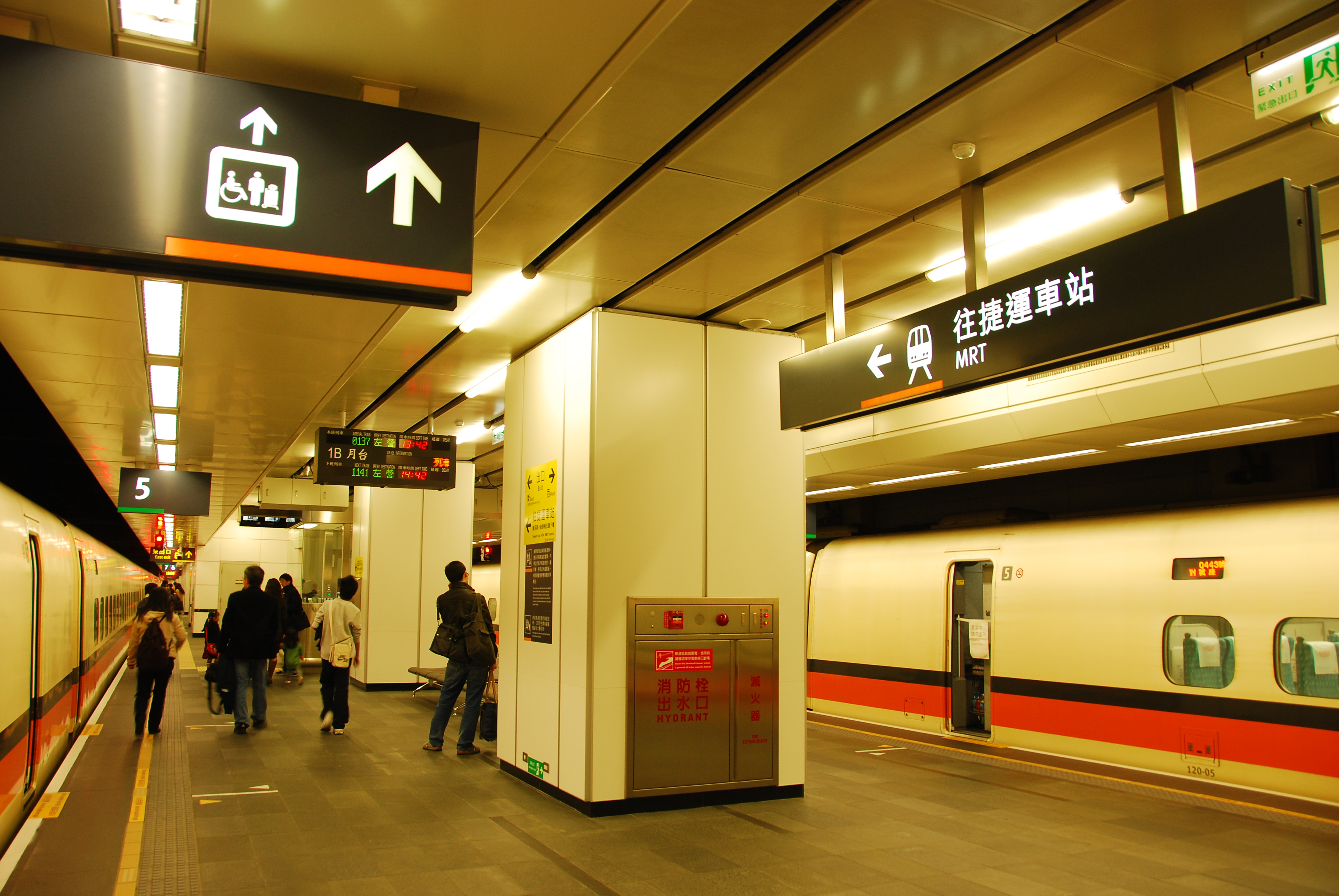
プラットホーム(台北駅)

台北と高雄とを結ぶ高速鉄道。日本の新幹線技術が導入され、台北・高雄間の345kmを最高速度300km/h、所要時間約1時間30分で結んでいる。
- 台湾高速鉄道（台湾新幹線) - 南港駅、台北駅

#### 台湾鉄路

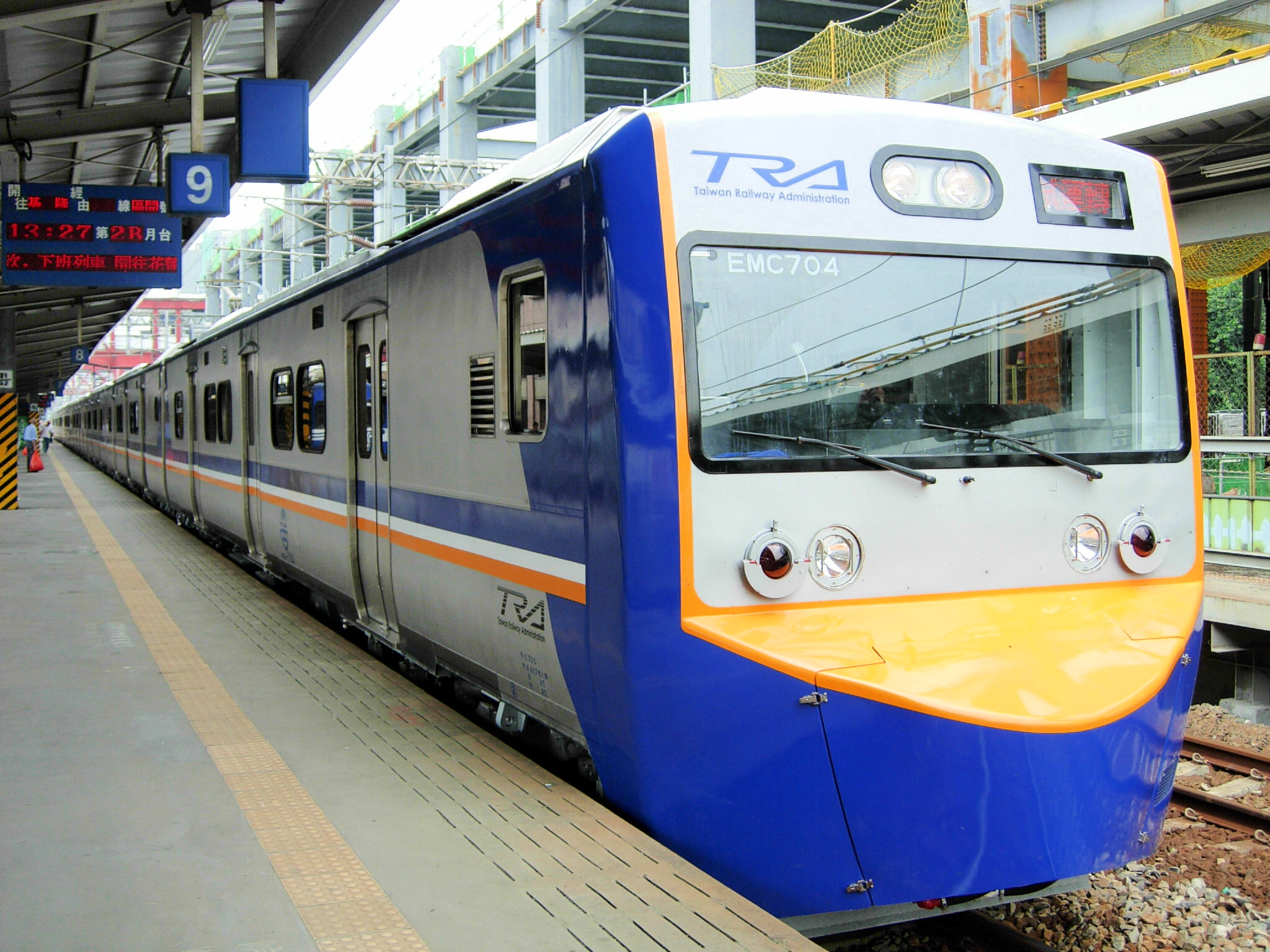
台鉄縦貫線

台湾鉄路管理局の縦貫線は南港駅、松山駅、台北駅、万華駅の4駅が市内に設けられており、その中でも台北駅は台湾交通の中心地の一つとなっている。市内の台鉄の線路は、慢性的な渋滞解消のため、すべて地下化が完了している。
以前は、台北駅より分岐する淡水線及び万華駅より分岐する新店線があったが、淡水線は1988年に捷運（台北捷運淡水線）の転換工事のため廃止、新店線は巨額の累積赤字に加え道路拡張工事の必要性から1965年に廃止されている。
- 縦貫線（東部幹線、西部幹線）

#### 台北捷運

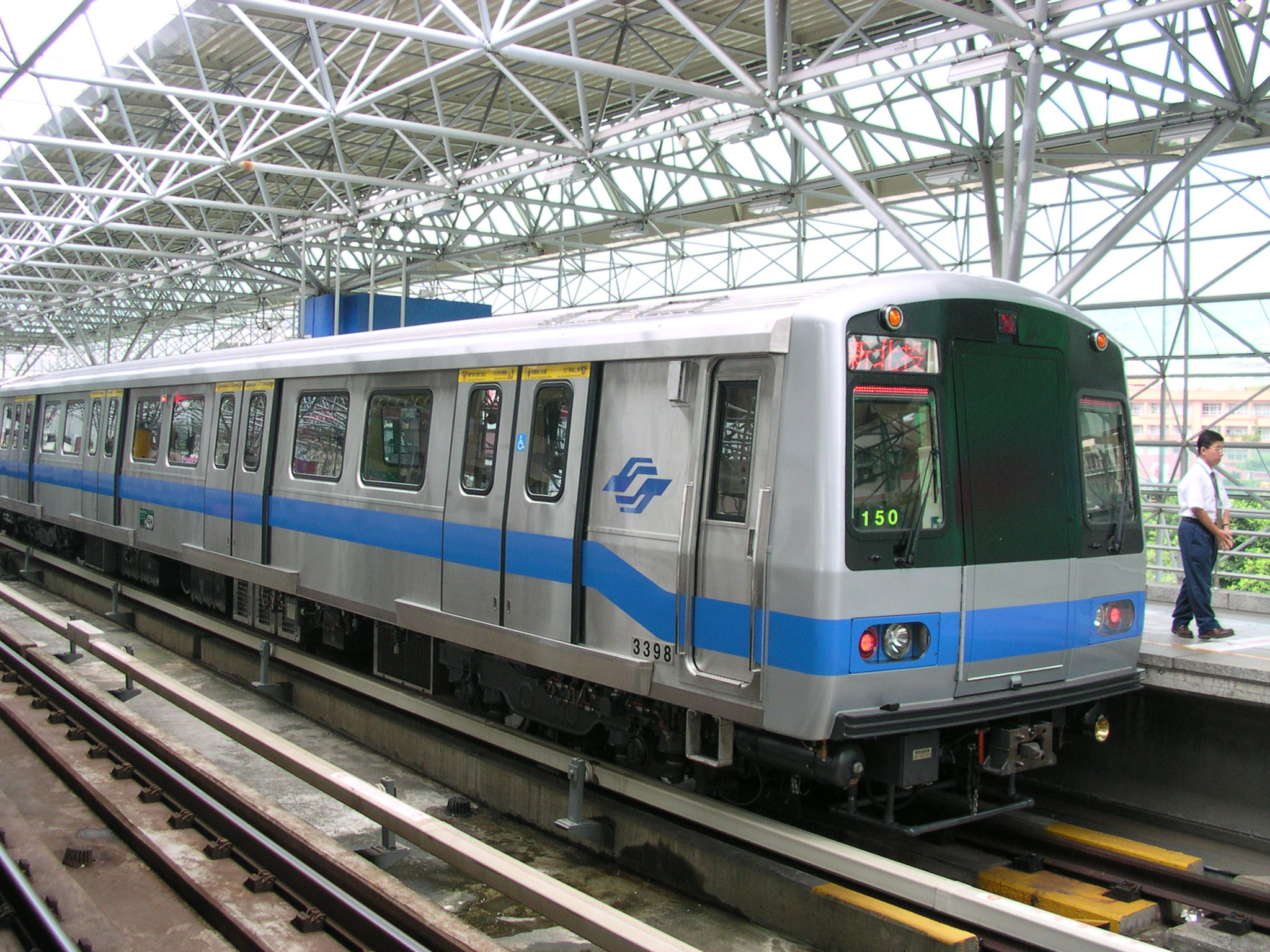
淡水線

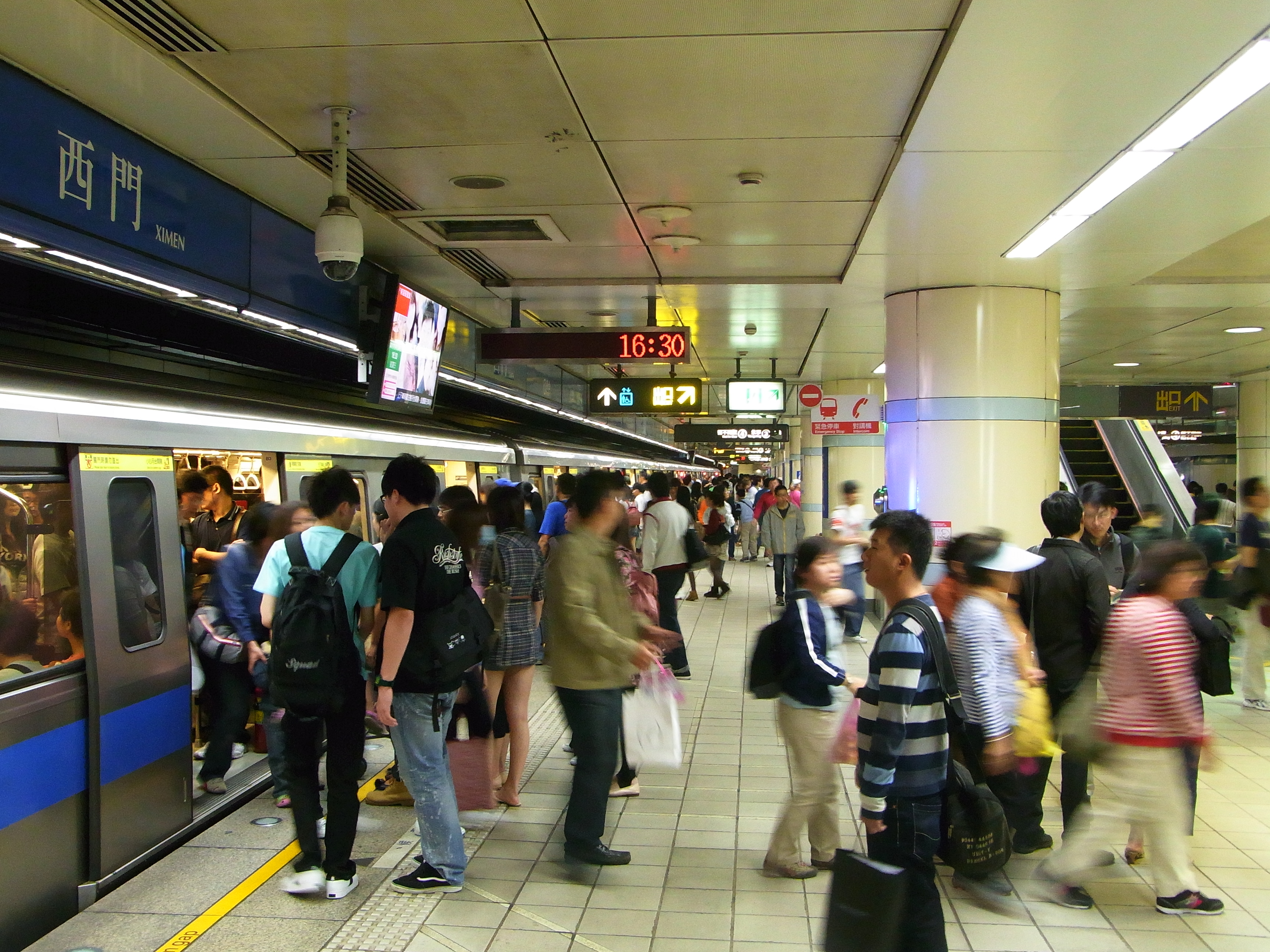
板橋線・西門駅

台湾で初めて整備された捷運システム (MRT, Mass Rapid Transit) であり、新北市と連絡し、台北都市圏の交通の基幹となっている。現在開通している路線は下記の通り：

台北捷運路線図

路線一覧
| 路線 | 路線           | 路線       | 区間                  | キロ程 | 備考   |
| ---- | -------------- | ---------- | --------------------- | ------ | ------ |
| BR   | 文湖線         | 文山線     | 動物園 - 中山国中     | 10.9km |        |
| BR   | 文湖線         | 内湖線     | 中山国中 - 南港展覧館 | 14.8km |        |
| R    | 淡水信義線     | 淡水線     | 淡水 - 中正紀念堂     | 23.2km |        |
| R    | 淡水信義線     | 信義線     | 中正紀念堂 - 象山     | 6.4km  |        |
| R    | 淡水信義線     | 信義線     | 象山 - 広慈/奉天宮駅  | 1.5km  | 建設中 |
|      | 新北投支線     | 新北投支線 | 北投 - 新北投         | 1.2km  |        |
| G    | 松山新店線     | 新店線     | 新店 - 中正紀念堂     | 9.3km  |        |
| G    | 松山新店線     | 小南門線   | 中正紀念堂 - 西門     | 1.6km  |        |
| G    | 松山新店線     | 松山線     | 西門 - 松山           | 8.5km  |        |
|      | 小碧潭支線     | 小碧潭支線 | 七張 - 小碧潭         | 1.9km  |        |
| O    | 中和新蘆線     | 中和線     | 南勢角 - 古亭         | 5.4km  |        |
| O    | 中和新蘆線     | 新荘線     | 古亭 - 迴龍           | 19.7km |        |
| O    | 中和新蘆線     | 蘆洲線     | 大橋頭 - 蘆洲         | 6.4km  |        |
| BL   | 板南線         | 南港線     | 南港展覧館 - 西門     | 13.5km |        |
| BL   | 板南線         | 板橋線     | 西門 - 府中           | 7.2km  |        |
| BL   | 板南線         | 土城線     | 府中 - 頂埔           | 7.6km  |        |
| Y    | 黄線           | 南北線     | 秀朗橋 - 剣南路       | 17.1km | 中止   |
| Y    | 黄線           | 環状線     | 剣南路- 新北産業園区  | 14.2km | 計画中 |
| Y    | 黄線           | 環状線     | 新北産業園区 - 大坪林 | 15.4km |        |
| Y    | 黄線           | 環状線     | 大坪林 - 動物園       | 5.6km  | 計画中 |
| Y    | 黄線           | 環状線     | 剣南路 - 動物園       | 13.1km | 計画中 |
| LG   | 万大中和樹林線 | 万大中和線 | 中正紀念堂 - 員山子   | 9.4km  | 建設中 |
| LG   | 万大中和樹林線 | 樹林線     | 四十張 - 廻龍         | 13.3km | 計画中 |
| LB   | 民生汐止線     | 民生汐止線 | 汐止 - 大稲埕         | 17.5km | 計画中 |

#### 桃園機場捷運
桃園国際空港と台北駅を35分で結ぶ。

### バス

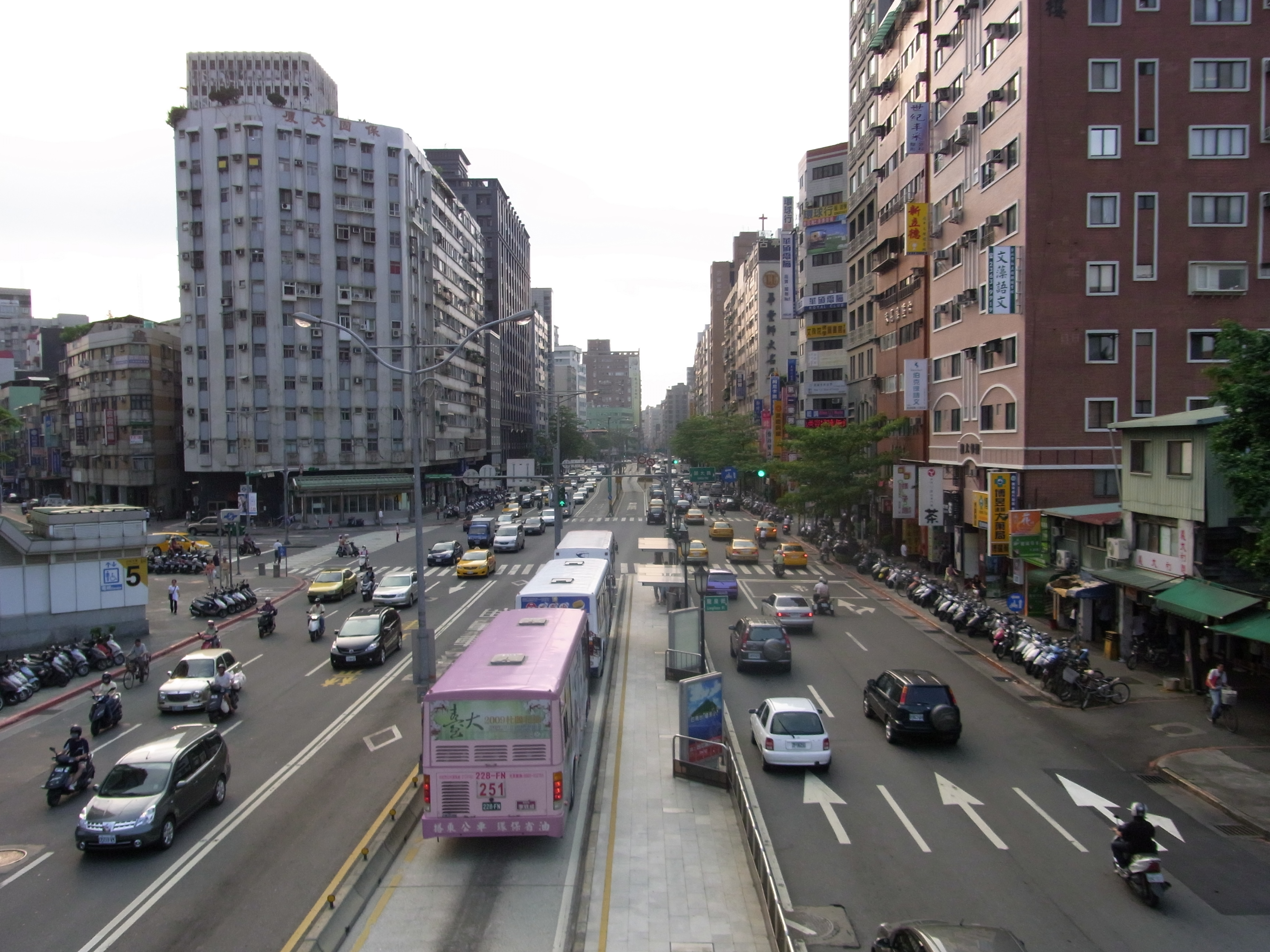
羅斯福路のバスレーン

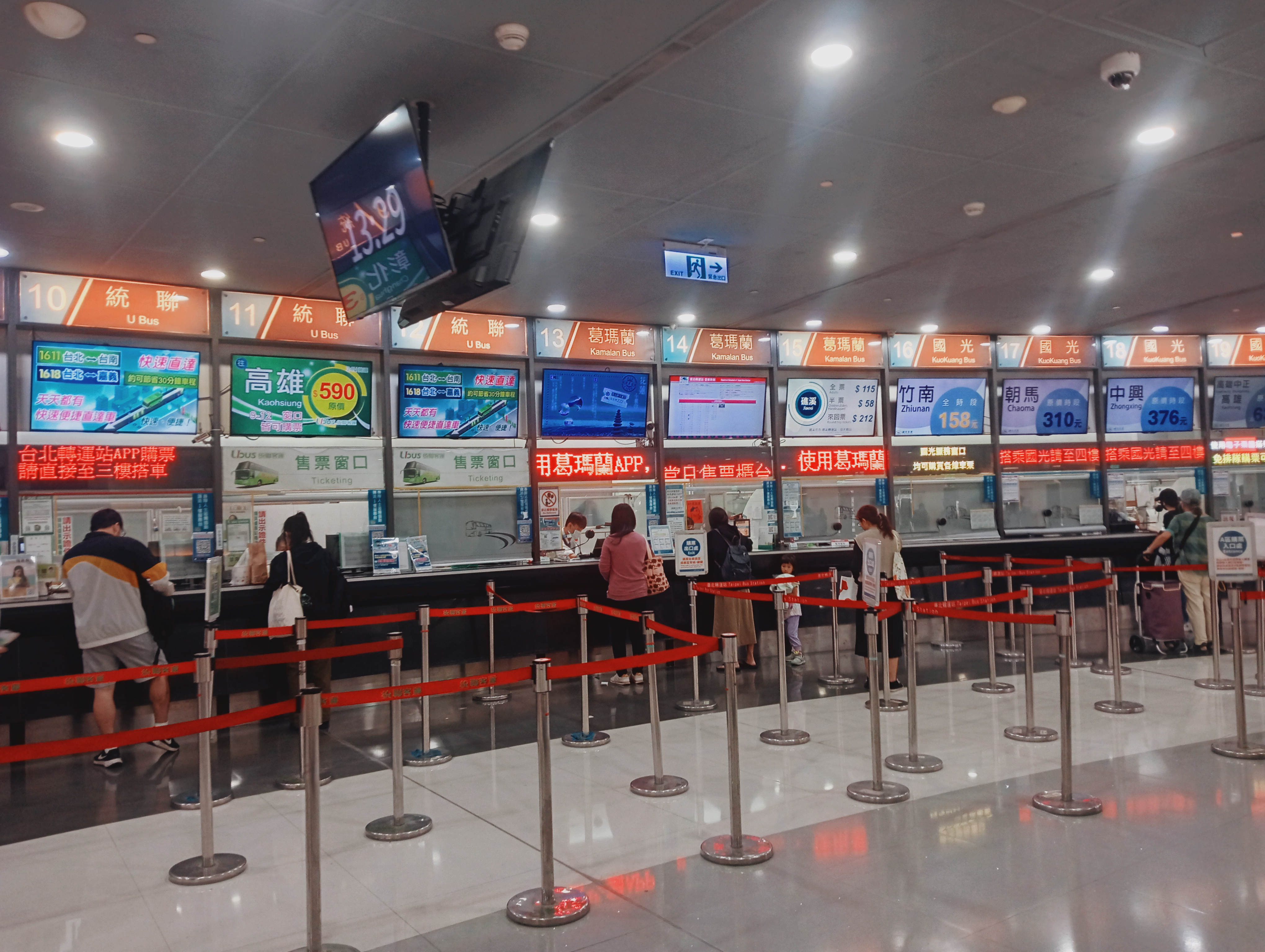
台北転運站の切符売り場

バス路線は台北市内を網羅し、市内交通の毛細血管としての役割を担う重要な交通機関である。渋滞の影響を避け定時運行を実現するため、市内の主要道路である松江路、信義路、仁愛路、新生南路、民権東西路、南京東西路、羅斯福路、忠孝東西路（未供用）及び敦化南北路（一方のみの設置）にはバス専用レーンが設置されている。市内を走るバスは大きく下記の3種類に分類することができる。
聯営公車
台北市聯営公車管理処は1977年に成立し、台北市及び新北市内で運行される聯営公車路線を一元管理している。旧台北市公共汽車管理処が会社として再編され、大都会客運等の15業者が共同あるいは個別に路線を経営している。また、一部市内バス路線は新北市交通局により管理されており、こちらは「県管公車」と称されている。台北市民の足として利用され、また、捷運交通を補完する役割も担っている。
地方客運
聯営公車に加盟している事業者が運行する一部路線は交通部公路総局の管理とされている。また、聯営公車に加盟していない皇家客運の路線もこのように称されている。
中・長距離バス
国光客運や統聯客運など約30事業主からなる高速バス事業主は全て台北に運行拠点を有している。主な運行拠点は、市民大道と重慶北路の交差点の「台北転運站」に集中しており、国光客運は台北駅に隣接するバスターミナルを有している。

### 水運
20世紀中まで淡水河を利用した水運が発達していた台北だが、時代の経過とともに水運は衰退し、現在では淡水河と基隆河に「藍色公路（ブルーラインバス）」と称される観光路線が残るのみである。

### 高速道路

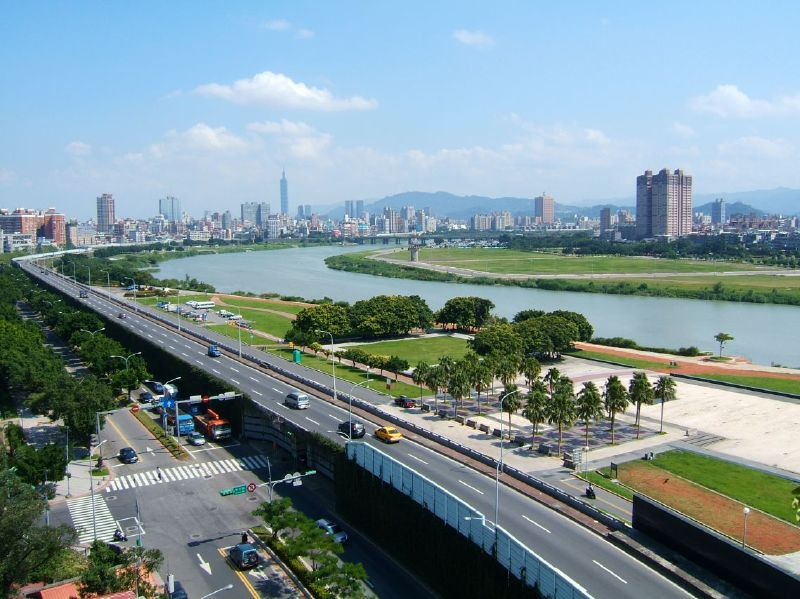
水源快速道路

台北市は現在高速道路1号およびその高架支線（汐止—五股間）、国道5号（蔣渭水高速公路）台北市から宜蘭県を結ぶ高速道路、そして国道3号（第二高速公路）およびその支線である国道3号甲線（台北聯絡線）が台北市を貫いて建設されている。また、信義快速道路は国道三甲と信義再開発区を連絡する主要動脈となっている。
これ以外に新生高架道路、建国高架道路、環河南北快速道路、水源快速道路、東西向快速道路（市民大道）、天母快速道路（堤頂大道平面段）、環東大道（国道3号 福高連結）および洲美快速道路が台北市内で供用されている。

### 道路

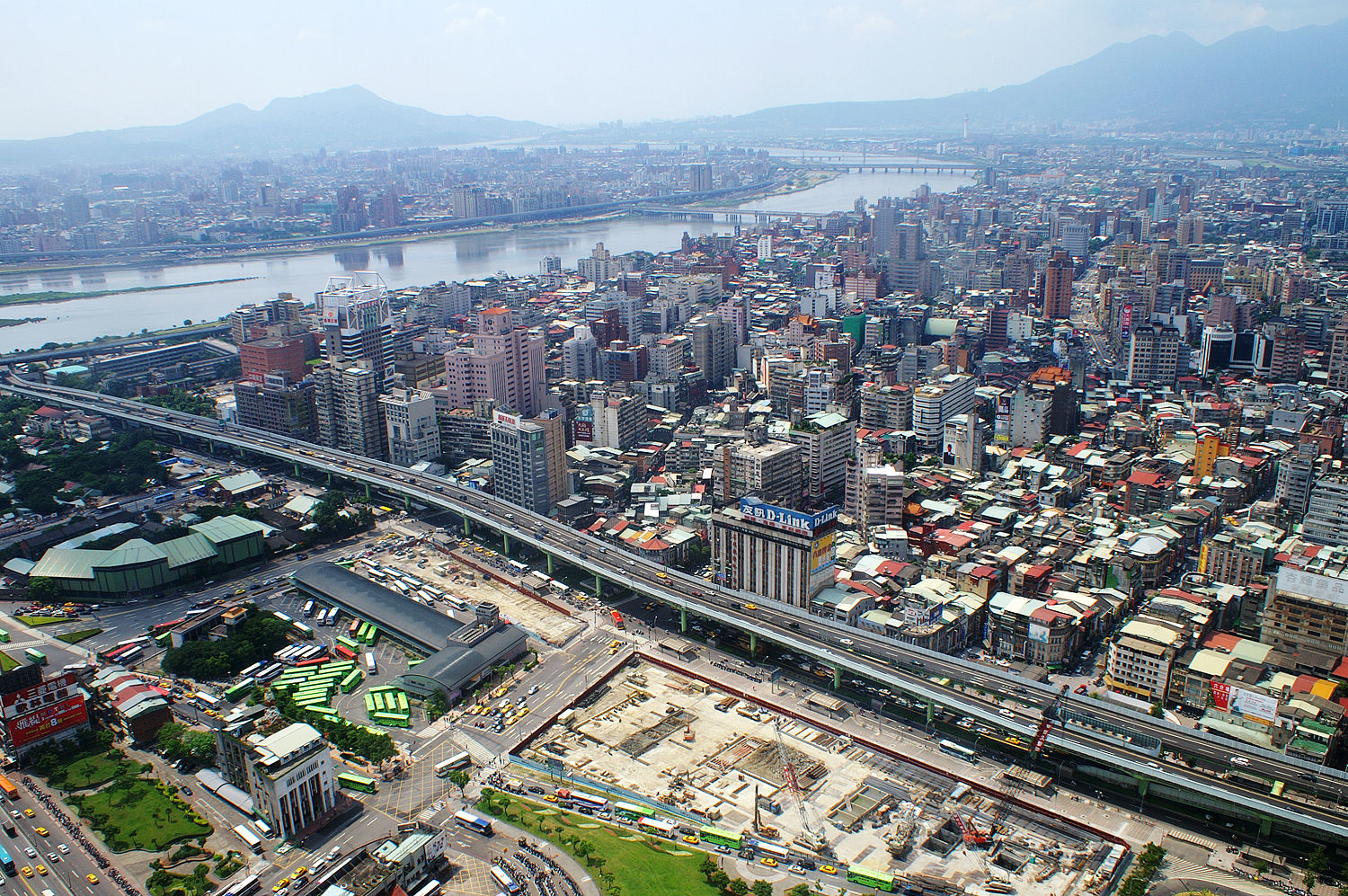
市民大道

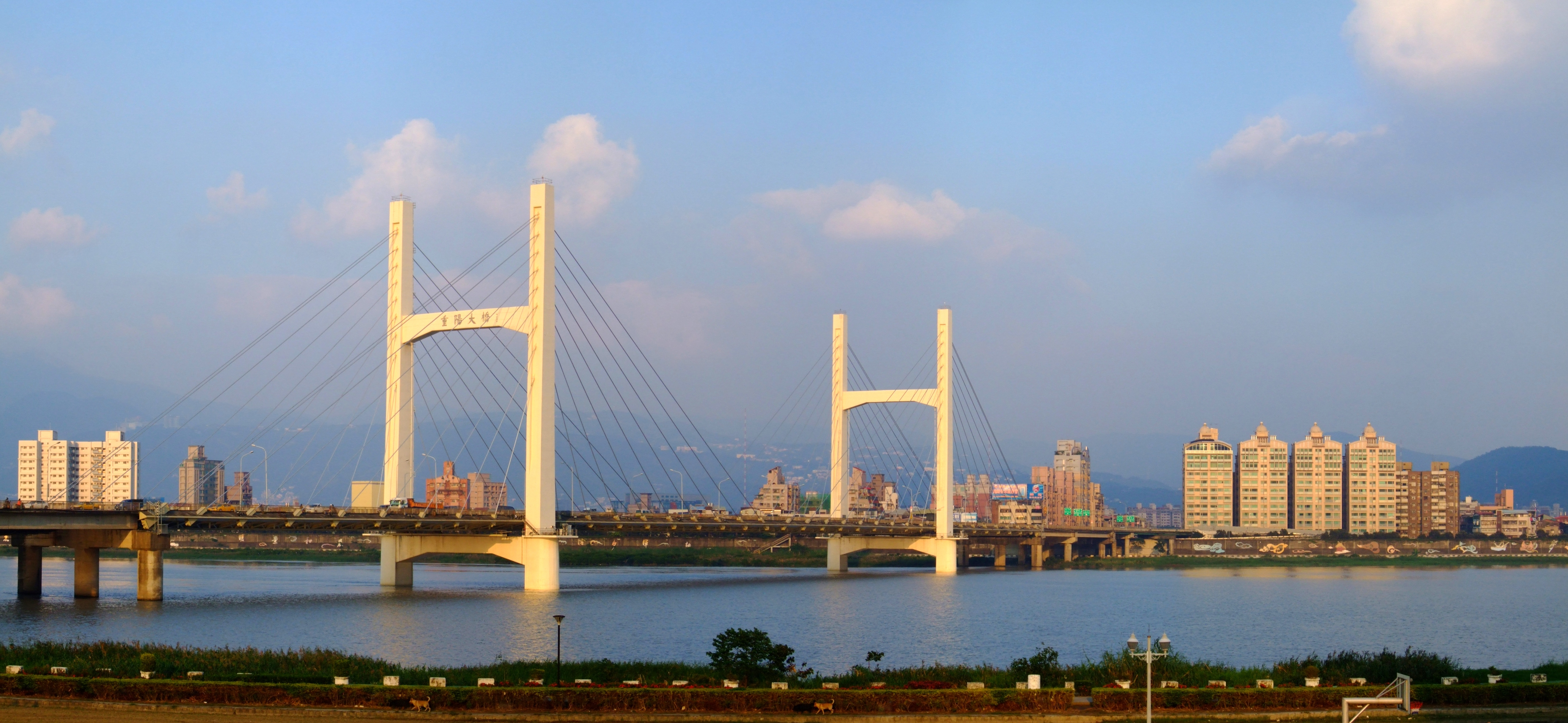
重陽橋

人口が集中している台北では密度の高い道路網が構築されている。1900年代から1980年代にかけて中華路、忠孝東路、仁愛路、羅斯福路、基隆路等の高規格道路が建設されたが、それを補完すべき補助道路の整備が遅れ、特に旧市内では極めて狭隘な道路が出現し、交通動線を阻害するものとなっていた。1970年代後半より路地に駐車しやすいスクーターが市民の足として活用されるようになると、車道をスクーターが占める特殊な景観を生み出す原因となっている。スクーターに乗っていると口回りが真っ黒くなるためマスクをして乗っている人が多い。
台北市内の主要な道路は中国の地名（ウルムチの漢名にちなむ迪化街、長安西路）、政治上の人名（孫文にちなむ中山北路、フランクリン・ルーズベルトにちなむ羅斯福路など）、古典（四維八徳）により命名されるのが原則となっている。しかし新しく建設された道路ではその地域の名称、美雅字、自然景観や建築物の名称により命名されている。この他、信義区の再開発地域では、以前は松山区に属していたことから「松」を冠した道路名や、文山区の景美地区では、以前は景美区に属したことから「景」を冠した道路名が使用されている。
2004年より、台北市政府は国際化と外国人観光客の利便を考慮し東西南北に漢字名とは無関係に番号による道路表記を開始し、同時に東西南北を付すことで表記を行っている。この方法によれば南北に第1大道から第10大道、東西に第1大街から第14大街と表記することが定められたが、台湾人のあいだで定着しているとは言えない状態となっていたため、結局廃止された。
橋梁
台北市は淡水河に囲まれている立地から新北市との交通には橋梁に依拠した交通となっている。橋梁の名称は道路名、人名、古典、河川、地名によりつけられている。市内より新北市へ移動する際には道路名に加え橋梁名により経路を示すことが一般的であり、タクシーなどでも橋梁を指定することが多い。

## 観光

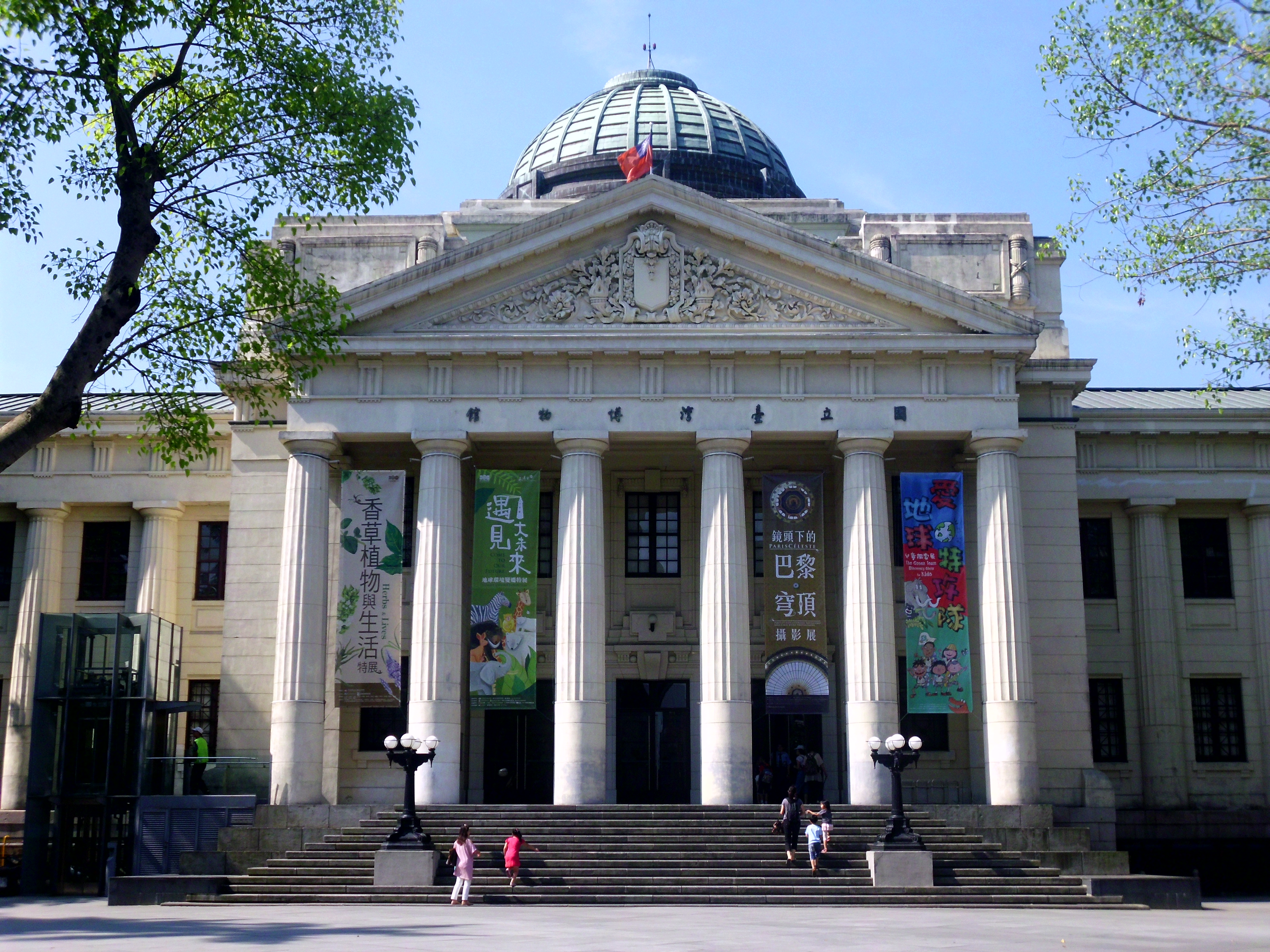
国立台湾博物館
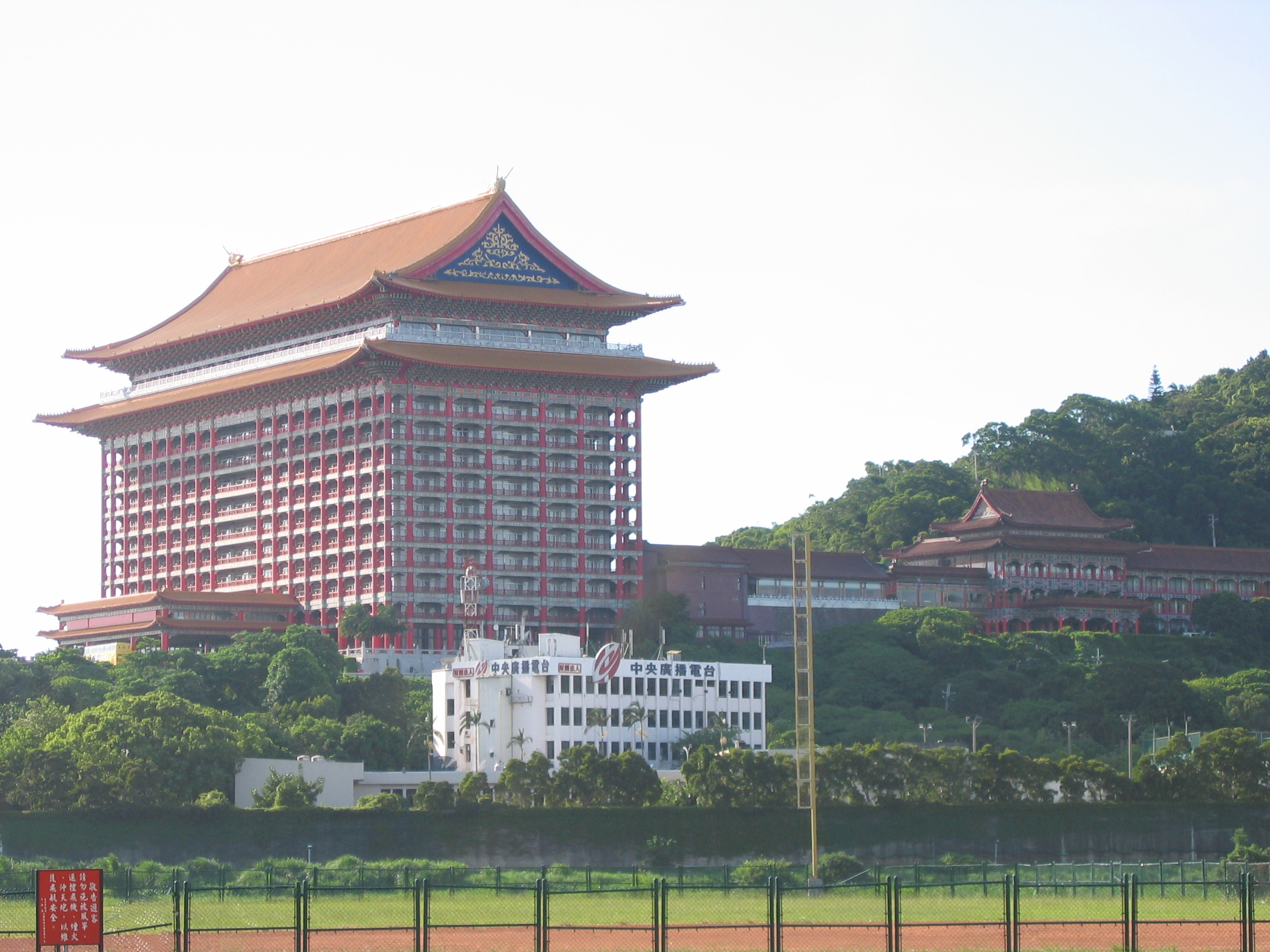
円山大飯店
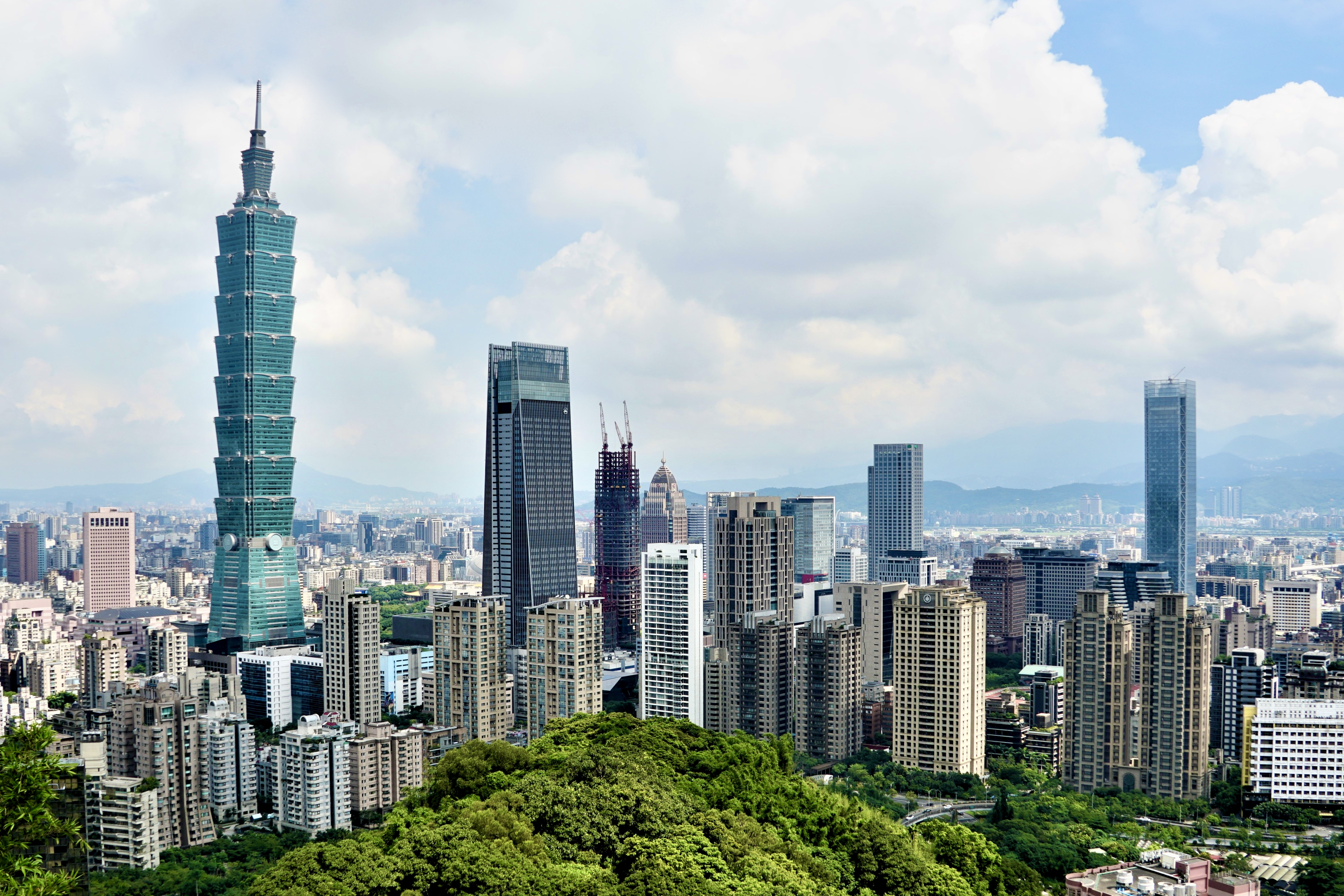
台北高層ビル群の眺め
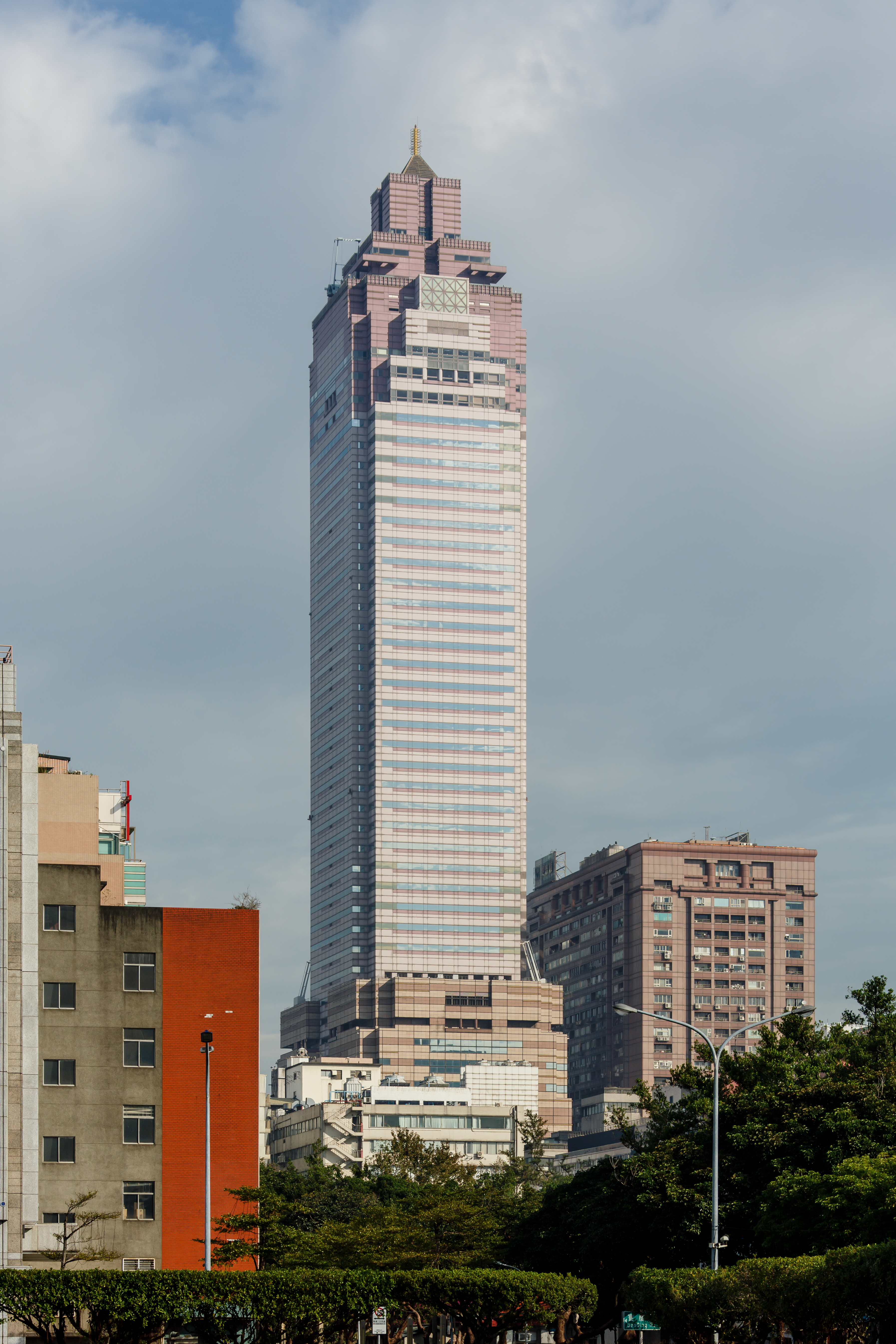
新光人寿保険大楼（中国語版）
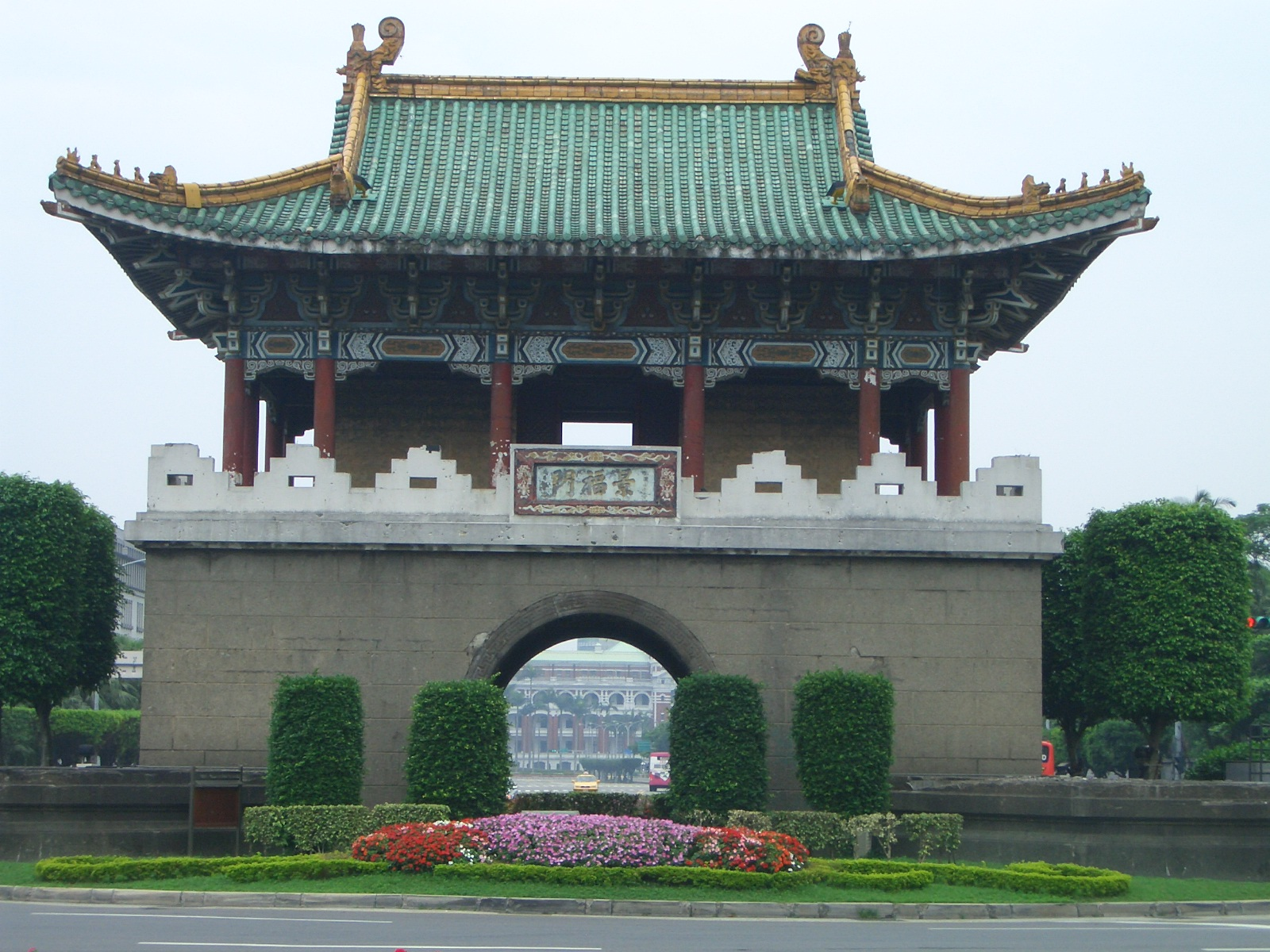
景福門
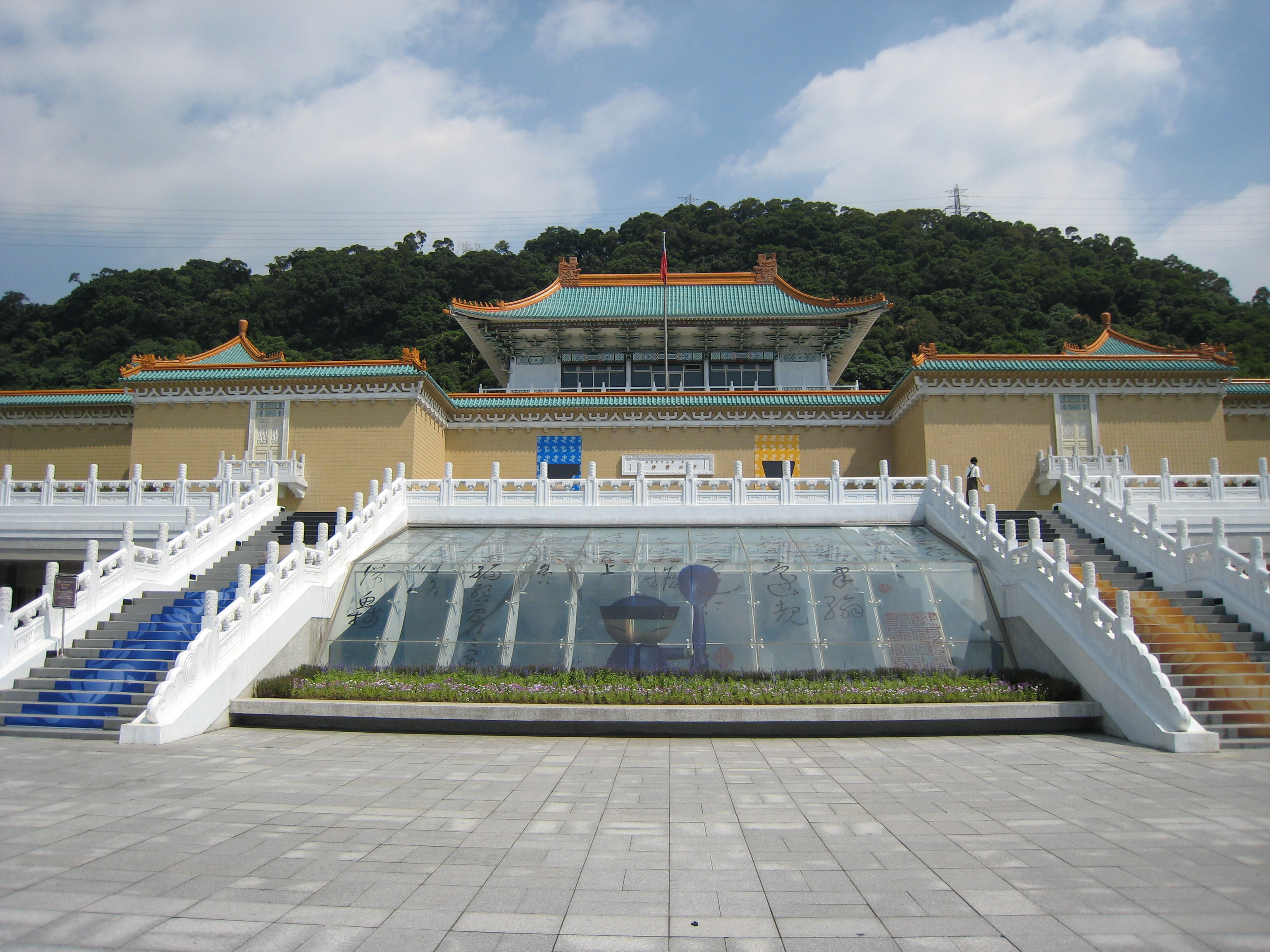
国立故宮博物院
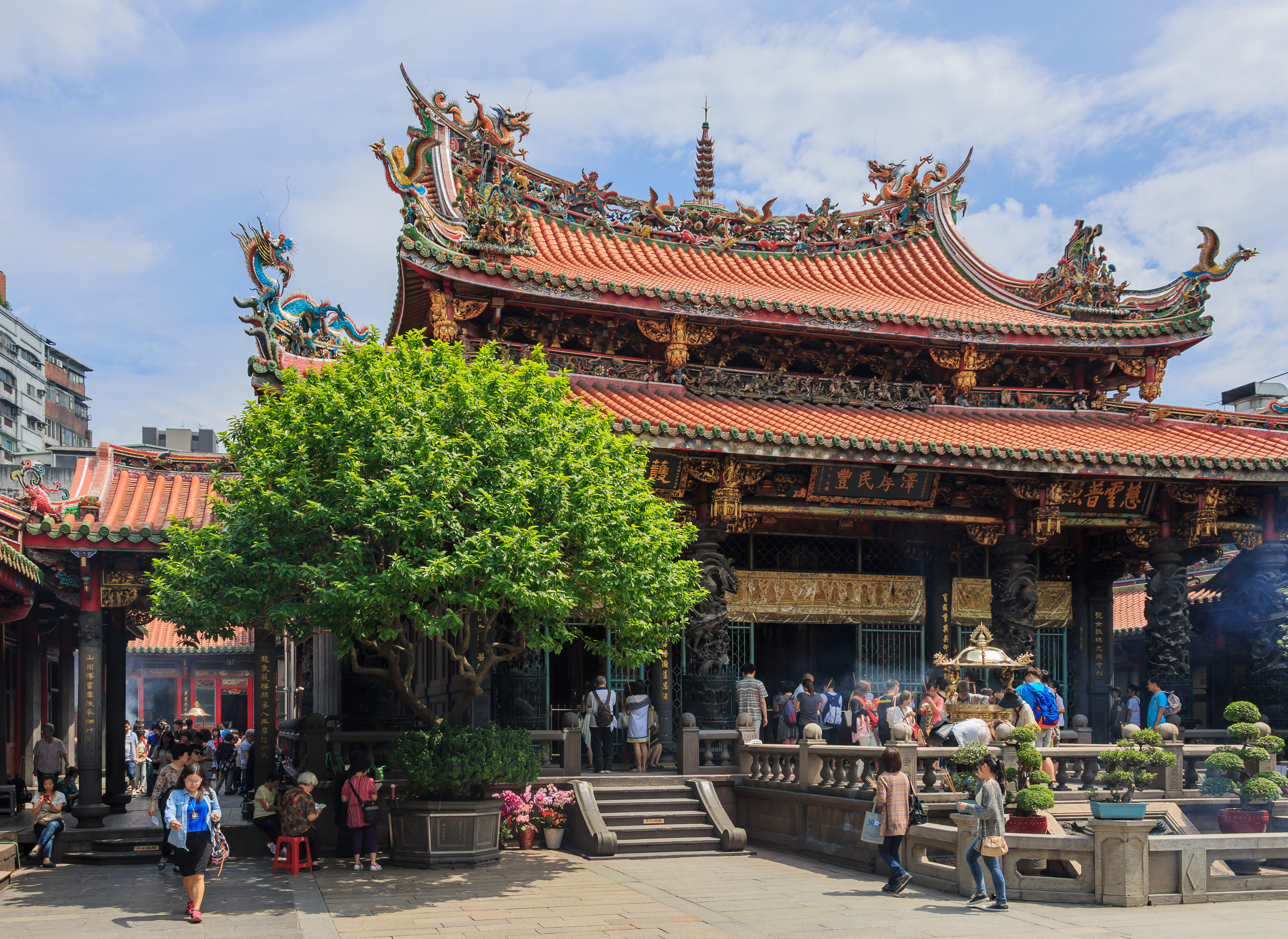
龍山寺
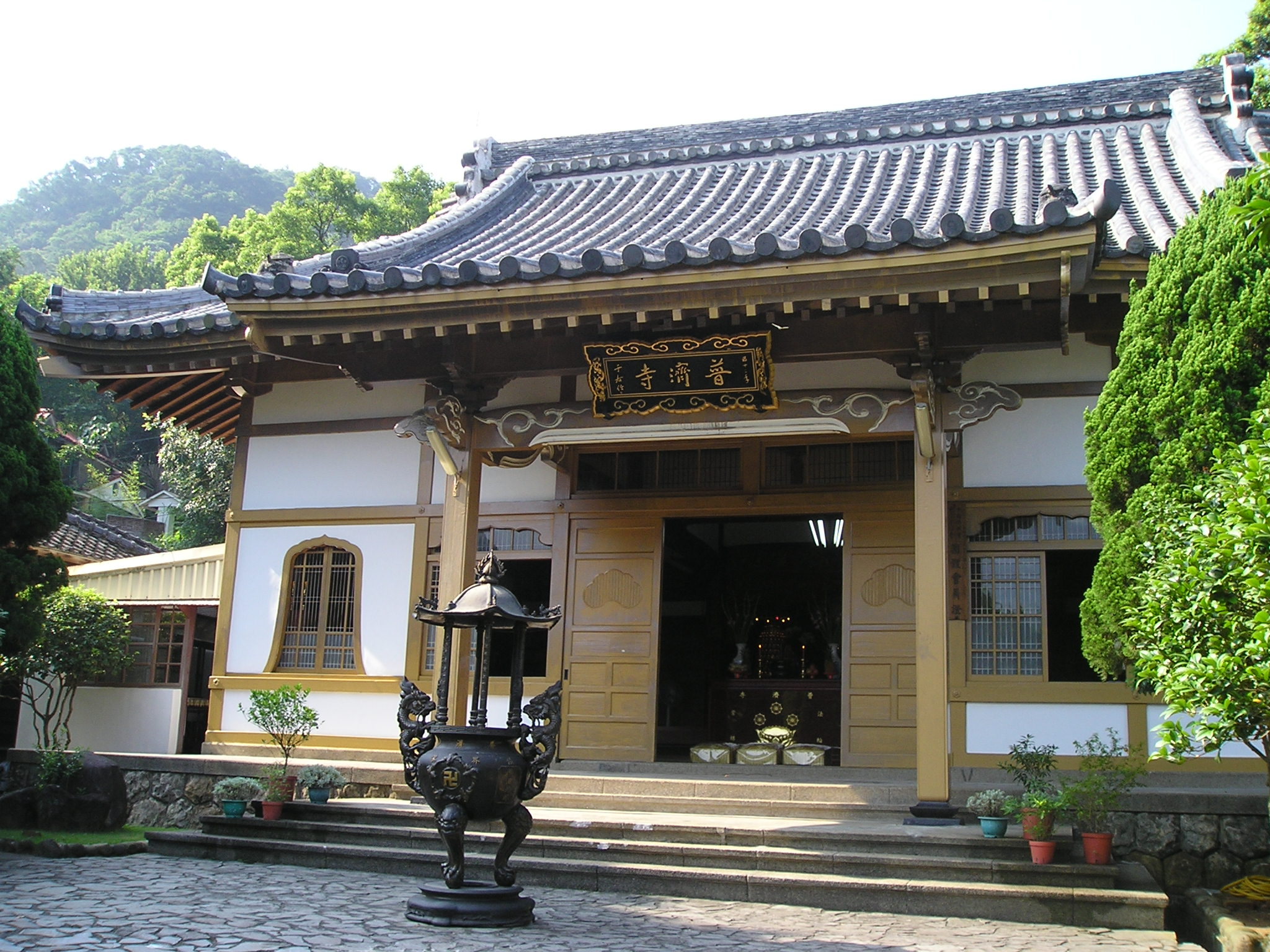
普済寺
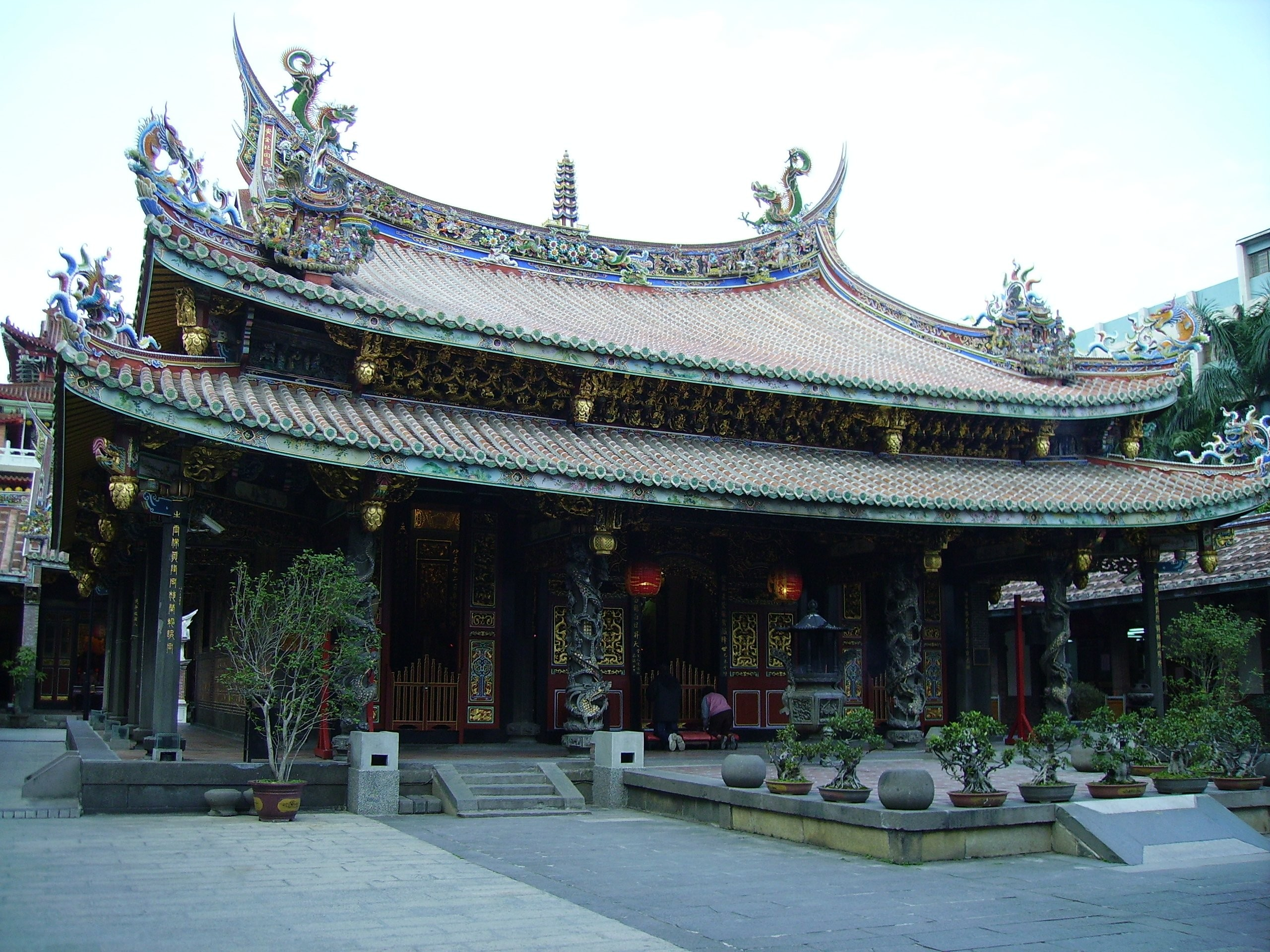
保安宮
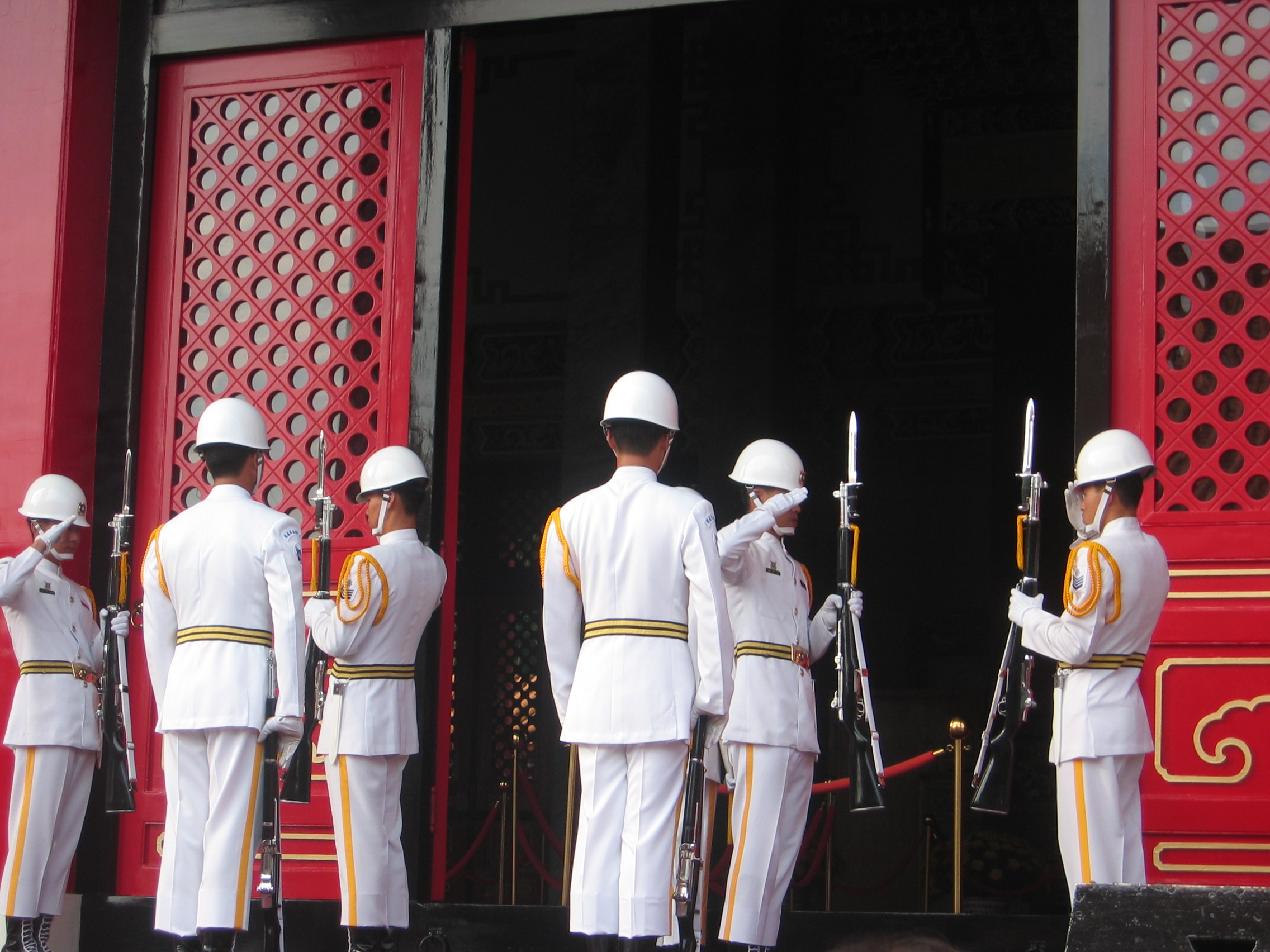
忠烈祠衛兵交代式
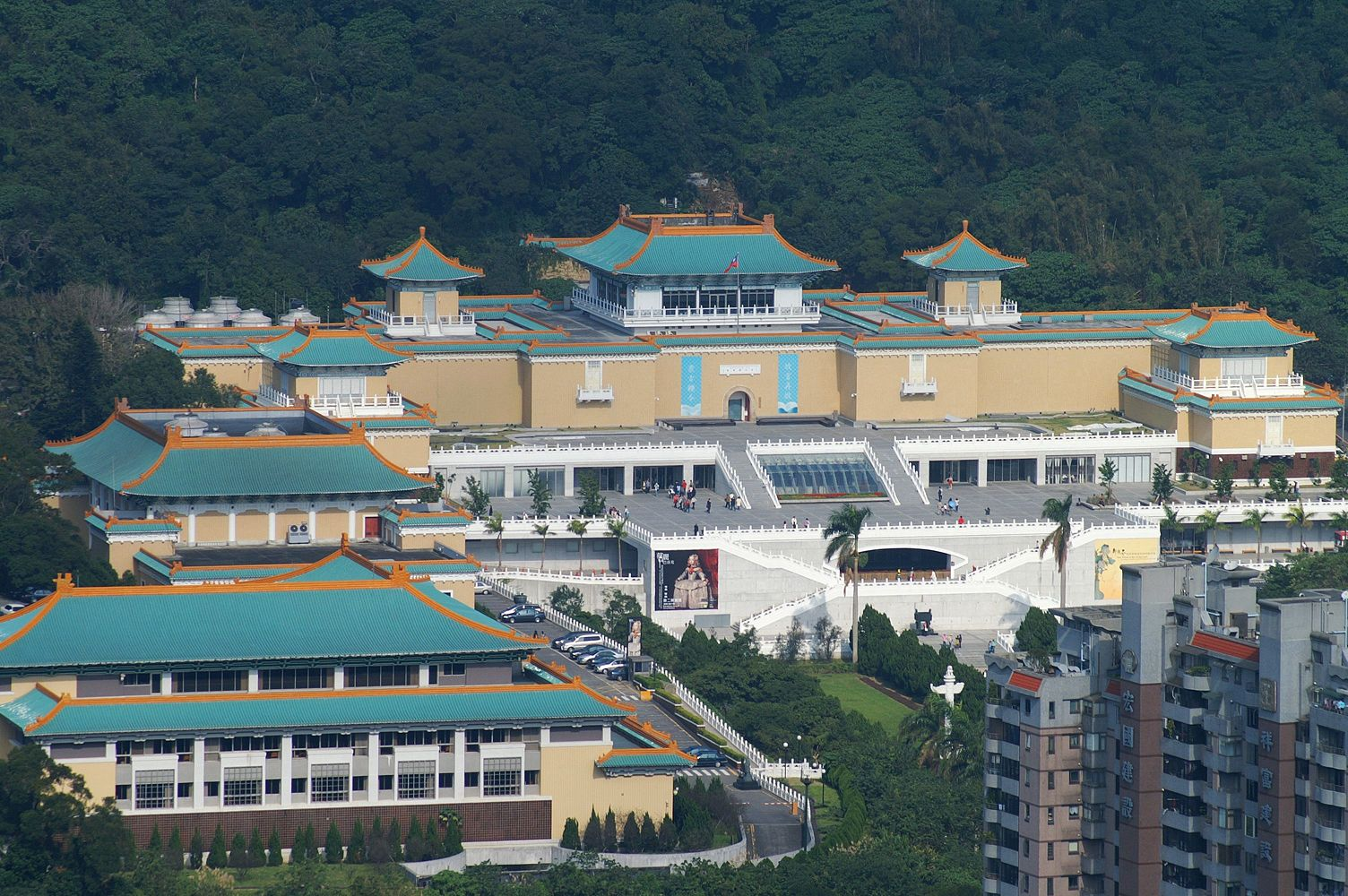
国立故宮博物院
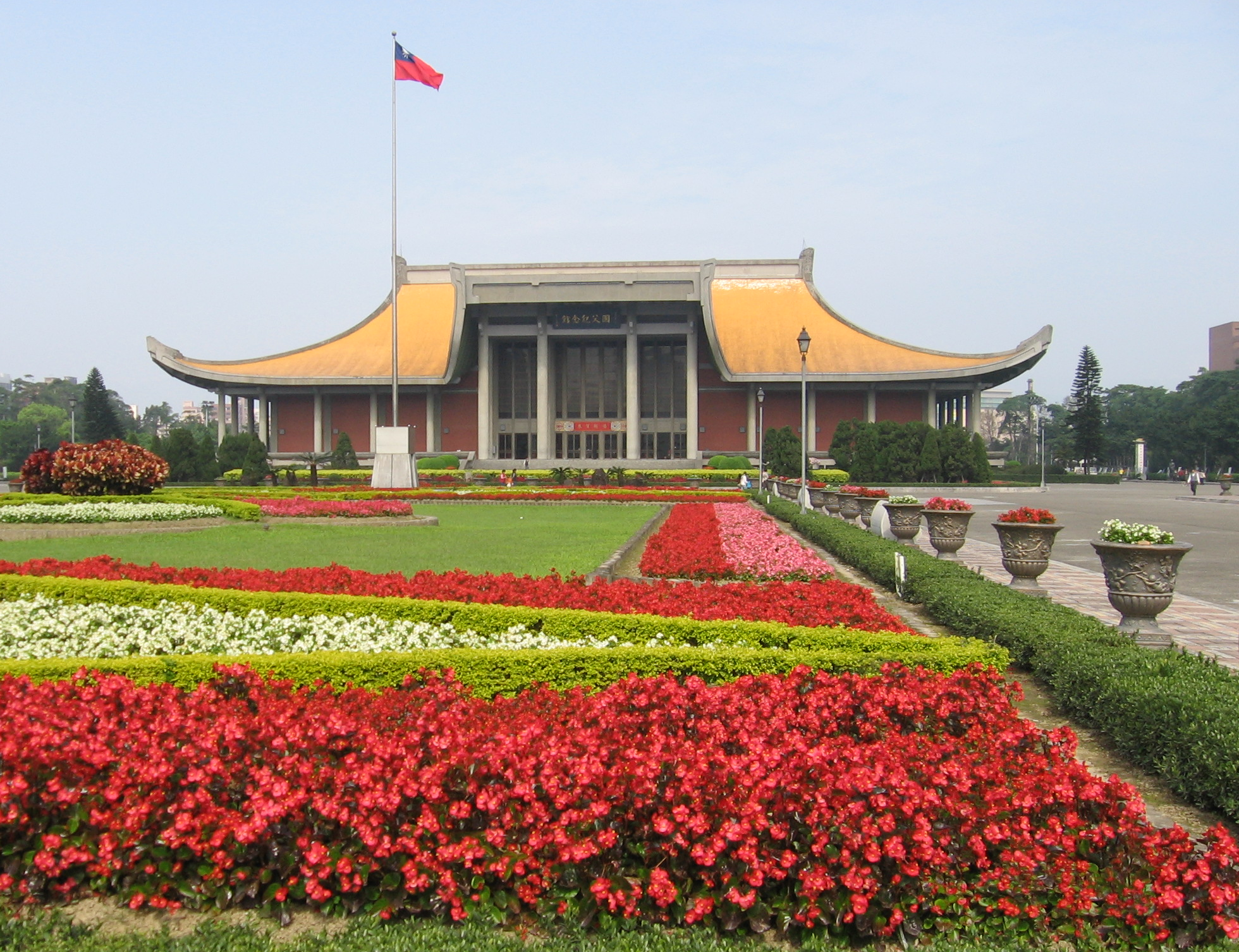
国父紀念館
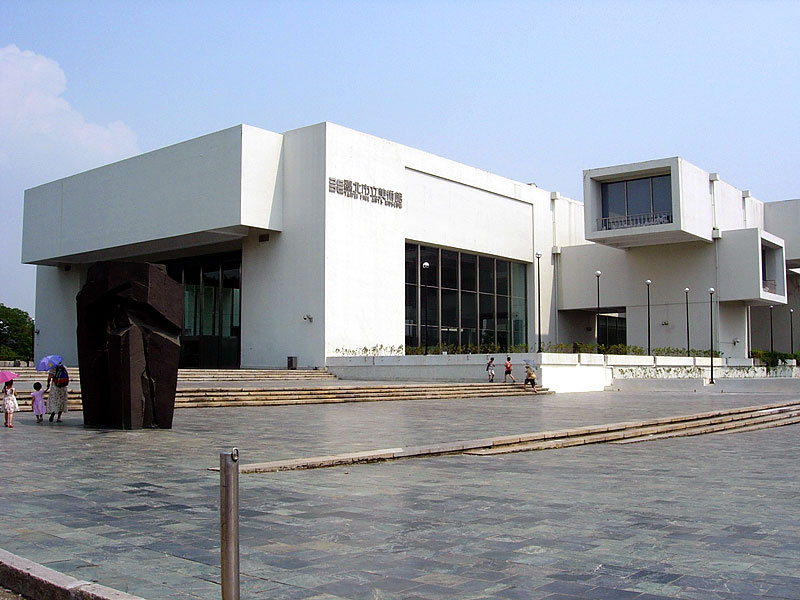
台北市立美術館（中国語版）
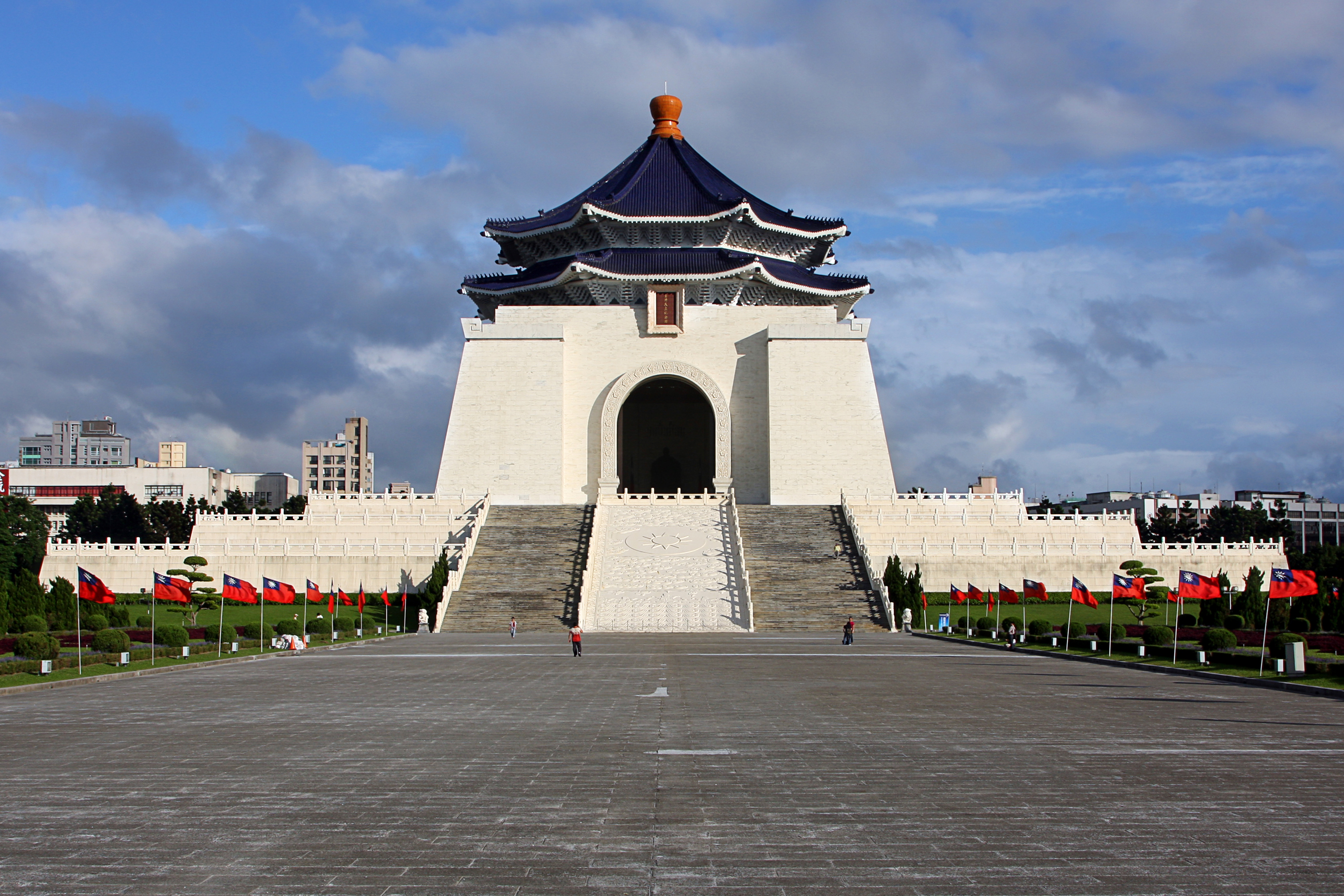
国立中正紀念堂
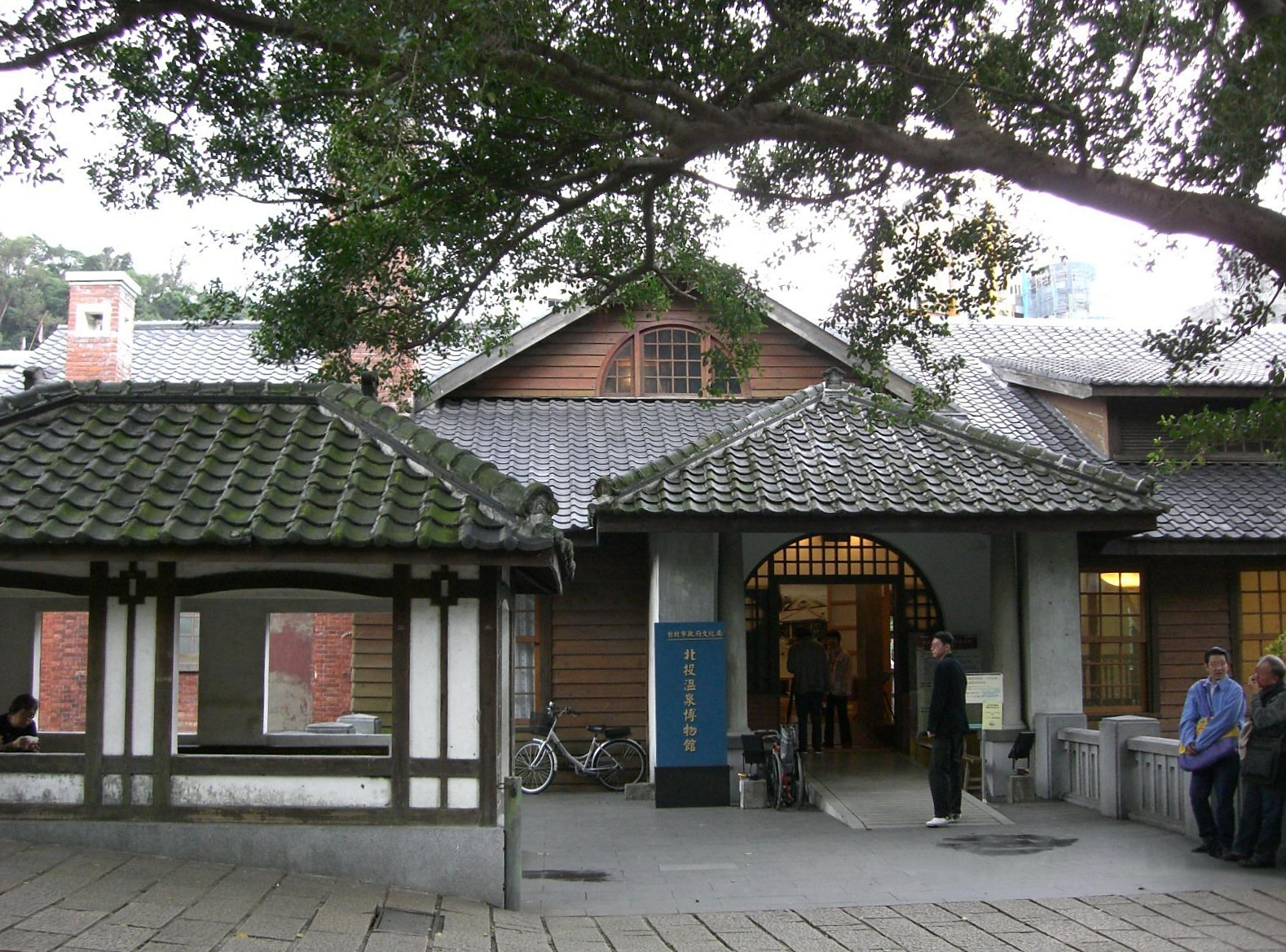
北投温泉博物館
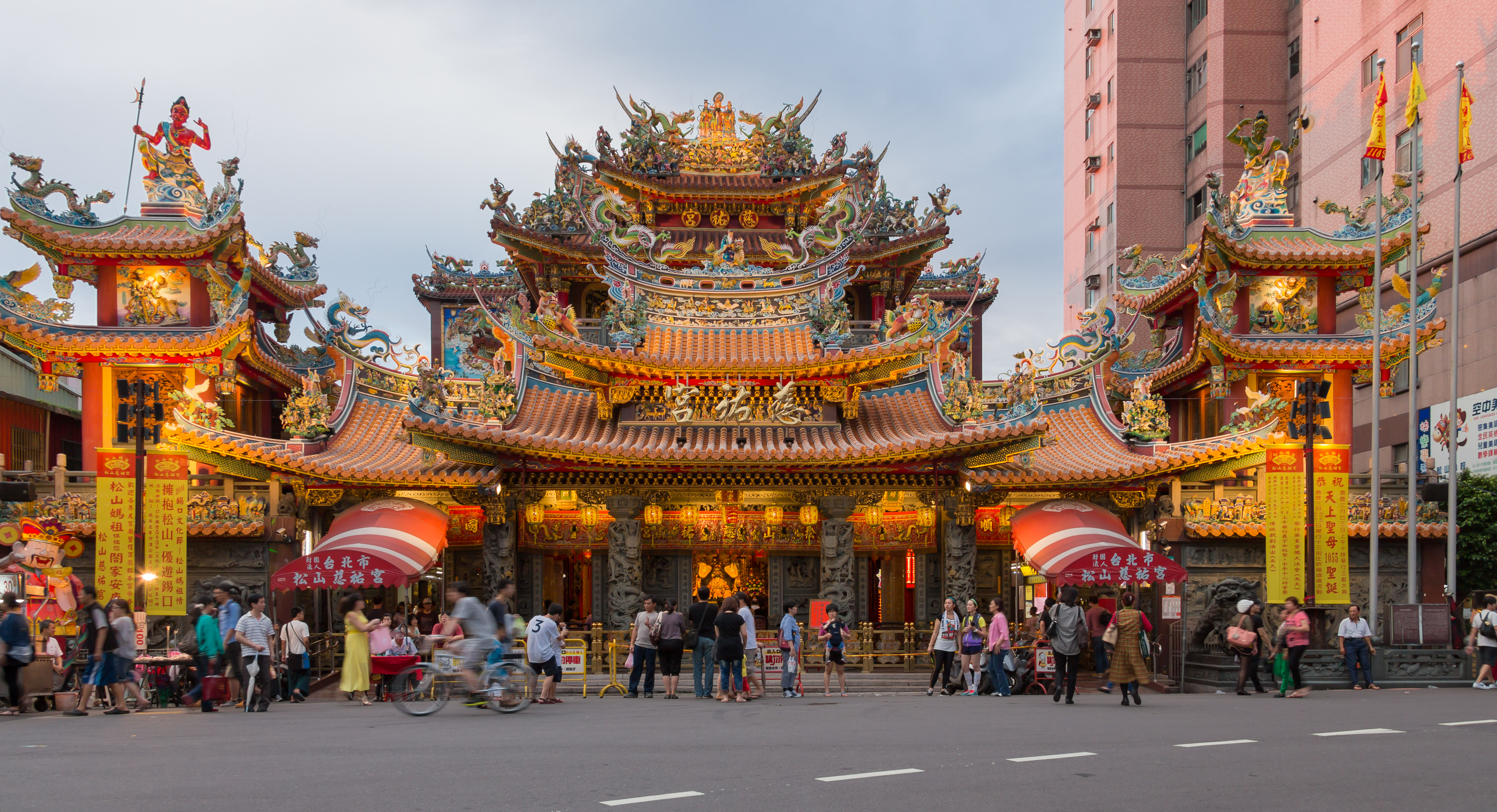
松山慈祐宮（中国語版）
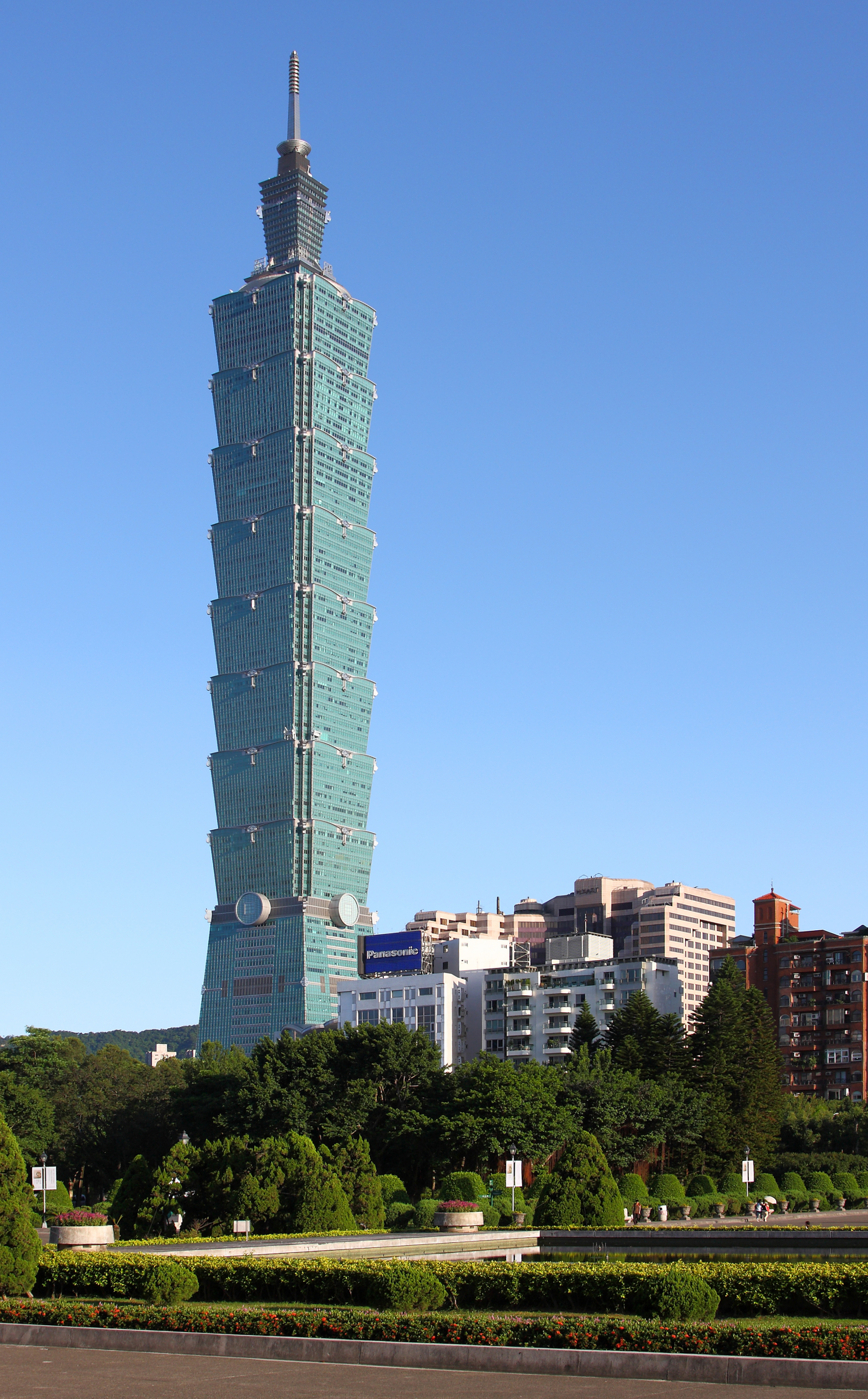
台北101

### 寺廟・教会・神社
- 龍山寺
- 普済寺
- 臨済護国禅寺
- 東和禅寺
- 本願寺台湾別院
- 大龍峒保安宮
- 艋舺清水巌
- 関渡宮
- 行天宮
- 指南宮（中国語版）
- 台北天后宮
- 台北孔子廟
- 霞海城隍廟
- 国民革命忠烈祠
- 台北市文昌宮
- 聖母無原罪司教座堂
- 中山教会（台湾基督長老教会）
- 済南基督長老教会（中国語版）
- 台北清真寺（台北モスク）
- 円山水神社（中国語版）
- 台湾神宮（廃絶）
- 建功神社（廃絶）
- 台湾護国神社（廃絶）
- 台北稲荷神社（廃絶）

### 博物館・紀念館
- 国立故宮博物院
- 国立台湾博物館
- 中正紀念堂
- 国立国父紀念館
- 台北故事館 - 生活文化を紹介する博物館。建物は茶葉商人陳朝駿（中国語版）の別荘[14]。

### 美術館
- 台北市立美術館（中国語版）
- 鳳甲美術館（英語版） - 絵画、書画、刺繍、彫刻など[15]
- 台北当代芸術館 - 現代美術館。建物は日本統治時代の建成小学校を改装したもの。[16]

### 建築物

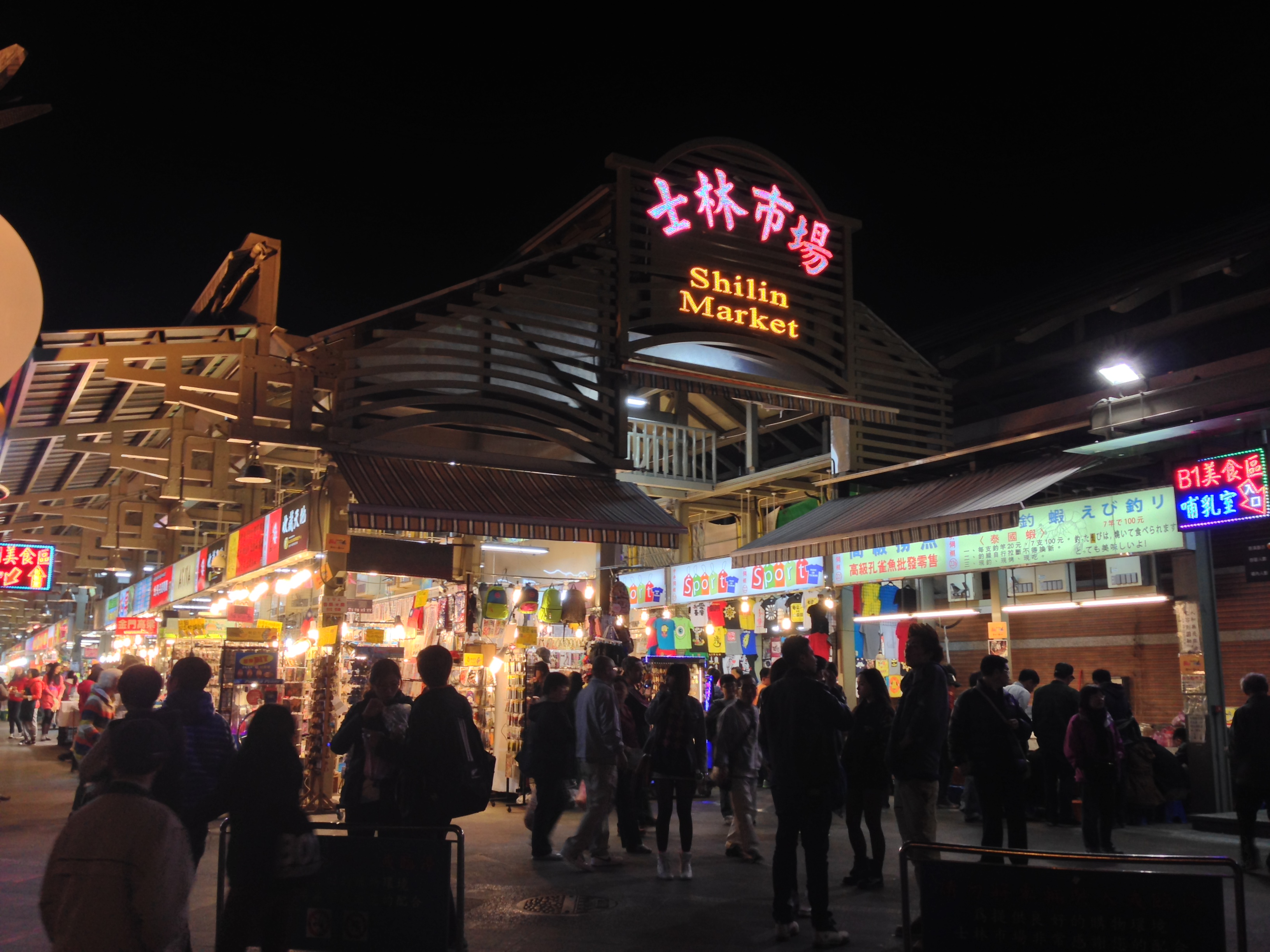
士林夜市

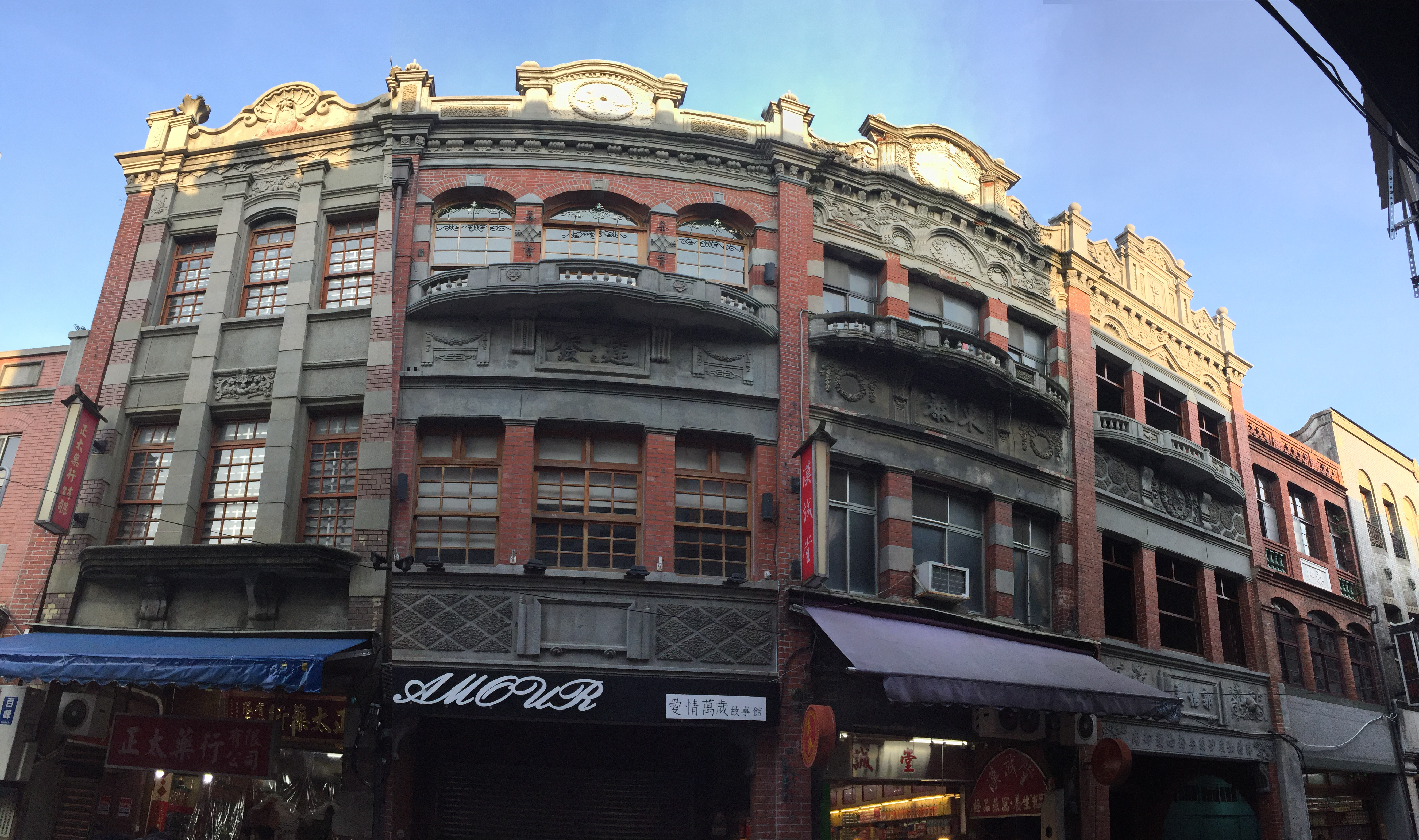
迪化街の歴史的建造物群

- 総統府
- 円山大飯店
- 台北101
- 錦町日式宿舎群（中国語版）

### 繁華街
- 士林夜市
- 饒河街観光夜市
- 華西街観光夜市（中国語版）
- 寧夏観光夜市
- 永康街（中国語版）
- 迪化街
- 西門町
- 信義区
- 北投温泉街

### 公園
- 陽明山
- 二二八和平公園
- 林森公園（三板橋日本人墓地）
- 士林官邸（中国語版）
- 猫空 - 台湾茶の名産地
- 基隆河 - 河浜公園
- 大安森林公園
- 関渡自然公園（中国語版）[17]
- 富陽自然生態公園（中国語版）
- 福州山公園
- 中山公園 https://taiwan-taipei.net
- 逸仙公園
- 円山公園

## 出身・関連著名人
- 緑魔子（俳優）
- 金城武（俳優）
- 一青妙（舞台女優）歌手の一青窈（東京出身）の姉
- 郭品超（俳優、歌手）
- 蘇東成（中国武術家）
- 林心如（女優、歌手）英名：ルビー・リン
- デニオ松本（松本丹尼奧）
- 陳淑樺（歌手）
- 任家萱（歌手、女優）英名:セリナ・レン
- 蘇慧倫（歌手、女優）
- ビアンカ・バイ（白歆惠）（モデル、女優）
- 小倉寛太郎
- 小田部洋一（アニメーター）
- 千々岩力（法学者）
- 林佳龍（政治家）立法委員、台中市長など
- 許萌希（女優、モデル、作家）
- ミチ（モデル、タレント）
- リン・シャン（モデル、チアリーダー）
- 鄭麗君（政治家）民主進歩党立法委員、文化部部長
- 蔣万安（政治家）中国国民党立法委員、初代中華民国総統の蔣介石の曾孫
- 陳時中（政治家）歯科医師、衛生福利部部長
- 王威晨（プロ野球選手・中信兄弟）
- 孫易磊（プロ野球選手・北海道日本ハムファイターズ）
- 葉君璋（プロ野球監督・味全ドラゴンズ）

## 台北市を舞台にした作品
※発表年順。
- カミカゼ野郎 真昼の決斗（1966年）
- 太陽の黙示録（2002年）